# 日本航空の運航機材
日本航空の運航機材（にほんこうくうのうんこうきざい）では、日本航空（JAL）の保有機材について述べる。

## 保有機材一覧
日本航空（JAL）の保有機材は以下の航空機で構成されている。
| 機材                     | 運用数          | 運用数          | 発注数          | 座席数          | 座席数          | 座席数          | 座席数          | 座席数          | エンジン             | 内際運用        | 備考                                                                                   |
| 機材                     | 運用数          | 運用数          | 発注数          | F               | J               | W               | Y               | 合計            | エンジン             | 内際運用        | 備考                                                                                   |
| 日本航空（JAL）          | 日本航空（JAL） | 日本航空（JAL） | 日本航空（JAL） | 日本航空（JAL） | 日本航空（JAL） | 日本航空（JAL） | 日本航空（JAL） | 日本航空（JAL） | 日本航空（JAL）      | 日本航空（JAL） | 日本航空（JAL）                                                                        |
| ------------------------ | --------------- | --------------- | --------------- | --------------- | --------------- | --------------- | --------------- | --------------- | -------------------- | --------------- | -------------------------------------------------------------------------------------- |
| エアバスA321neo          | -               | -               | 11              | 未定            | 未定            | 未定            | 未定            | 未定            | 未定                 | 国内            | 2028年度より導入予定 767-300ERを置換予定                                               |
| エアバスA350-900         | 16              | 9               | 2               | 12              | 94              | -               | 263             | 369             | RR Trent XWB-75      | 国内            | A350全体で25機のオプション付き JA13XJ代替機(JA18XJ)は2025年下半期に受領予定            |
| エアバスA350-900         | 16              | 7               | 2               | 12              | 56              | -               | 323             | 391             | RR Trent XWB-75      | 国内            | A350全体で25機のオプション付き JA13XJ代替機(JA18XJ)は2025年下半期に受領予定            |
| エアバスA350-900         | -               | -               | 20              | 未定            | 未定            | 未定            | 未定            | 未定            | RR Trent XWB-84      | 国際            | 2027年度より導入予定                                                                   |
| エアバスA350-1000        | 10              | 10              | 3               | 6               | 54              | 24              | 155             | 239             | RR Trent XWB-97      | 国際            | 777-300ERを置換予定                                                                    |
| ボーイング737-800        | 42              | 35              | -               | -               | 20              | -               | 145             | 165             | CFMI CFM56-7B24/7B26 | 国内            | 737 MAXに置き換え予定                                                                  |
| ボーイング737-800        | 42              | 7               | -               | -               | 12              | -               | 132             | 144             | CFMI CFM56-7B24/7B26 | 国際            | 737 MAXに置き換え予定                                                                  |
| ボーイング737-8          | -               | -               | 38              | 未定            | 未定            | 未定            | 未定            | 未定            | CFMI LEAP-1B         | 国内            | 2026年度より導入予定 737-800を置き換え予定                                             |
| ボーイング767-300ER      | 24              | 9               | -               | 5               | 42              | -               | 205             | 252             | GE CF6-80C2          | 国内            | A321neoに置き換え予定                                                                  |
| ボーイング767-300ER      | 24              | 7               | -               | -               | 42              | -               | 219             | 261             | GE CF6-80C2          | 国内            | A321neoに置き換え予定                                                                  |
| ボーイング767-300ER      | 24              | 8               | -               | -               | 24              | -               | 175             | 199             | GE CF6-80C2          | 国際            | 全機ウィングレット装備                                                                 |
| ボーイング777-300ER      | 11              | 11              | -               | 8               | 49              | 40              | 147             | 244             | GE GE90-115B         | 国際            | A350-1000に置き換え予定                                                                |
| ボーイング787-8          | 23              | 4               | -               | 6               | 58              | -               | 227             | 291             | GE GEnx-1B           | 国内            |                                                                                        |
| ボーイング787-8          | 23              | 10              | -               | -               | 30              | -               | 156             | 186             | GE GEnx-1B           | 国際            |                                                                                        |
| ボーイング787-8          | 23              | 9               | -               | -               | 30              | -               | 176             | 206             | GE GEnx-1B           | 国際            |                                                                                        |
| ボーイング787-9          | 22              | 10              | 10              | -               | 44              | 35              | 116             | 195             | GE GEnx-1B           | 国際            | 追加発注分は2027年度より導入予定 10機のオプション付き うち10機をZIPAIR Tokyoへ移管予定 |
| ボーイング787-9          | 22              | 4               | 10              | -               | 52              | 35              | 116             | 203             | GE GEnx-1B           | 国際            | 追加発注分は2027年度より導入予定 10機のオプション付き うち10機をZIPAIR Tokyoへ移管予定 |
| ボーイング787-9          | 22              | 8               | 10              | -               | 28              | 21              | 190             | 239             | GE GEnx-1B           | 国際            | 追加発注分は2027年度より導入予定 10機のオプション付き うち10機をZIPAIR Tokyoへ移管予定 |
| JAL CARGO                |                 |                 |                 |                 |                 |                 |                 |                 |                      |                 |                                                                                        |
| ボーイング767-300ER(BCF) | 3               | 3               | -               | 貨物            | 貨物            | 貨物            | 貨物            | 貨物            | GE CF6-80C2          | 貨物            |                                                                                        |
| 合計                     | 150             | 150             | 85              |                 |                 |                 |                 |                 |                      |                 |                                                                                        |

ボーイング787型機の開発以降は使用されなくなったものの、それ以前の保有機材においては発注したボーイング製機材に顧客番号（カスタマーコード）が割り振られており、日本航空（JAL）が発注した機材の番号は46、旧日本エアシステム（JAS）の番号は89であった。
JALは創業から平成期まで長くにわたり機材の多くがアメリカ製に統一されていた。その大半はボーイング社やマクドネル・ダグラス社の航空機で構成されており、2019年以前に運航していた欧州・エアバス社の航空機は統合前の旧日本エアシステム（JAS）から移管されたエアバスA300のみであった。
しかし、2013年7月にJALはボーイング777型機の後継機としてエアバスA350型機を発注。A350は2019年から運航が開始され、以降はJALの新たなフラッグシップ機として活躍している（詳細は「A350の導入」項を参照）。
さらに、2024年3月には国内線用にエアバスA321neo型機を発注し、単通路機市場においてもJAL本社のアメリカ製旅客機一強が破られた。この際にA350型機の追加発注も行い累計で50機近くのA350発注を行うなど、2020年代に入ってからはより積極的なエアバス機の導入に舵を切っている。
2017年には、超音速輸送機開発を行う米国のブーム・テクノロジーと資本業務提携で合意し、開発予定の超音速旅客機「ブーム・オーバーチュア」の優先発注権を20機確保したと発表している。

### ギャラリー

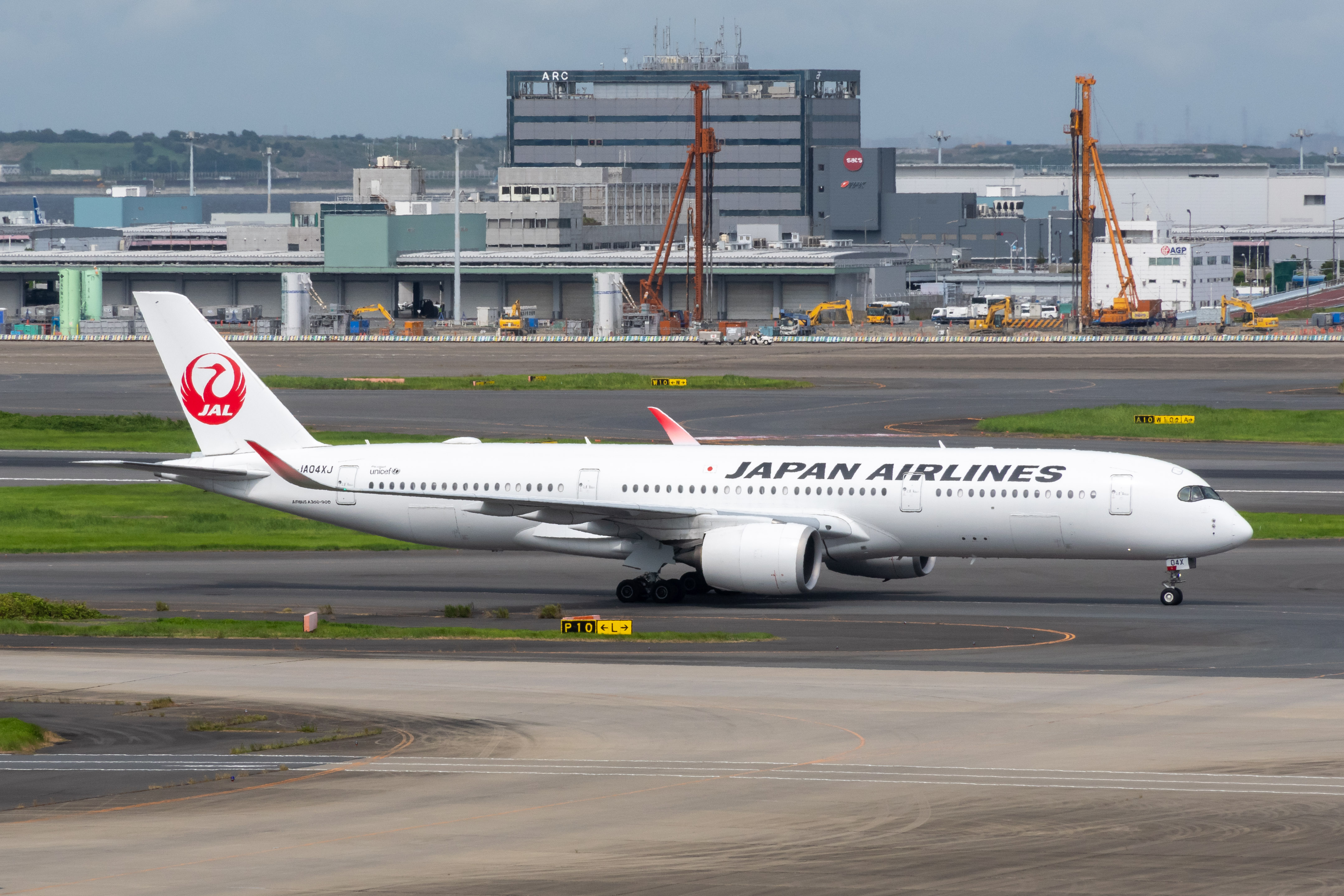
エアバスA350-900
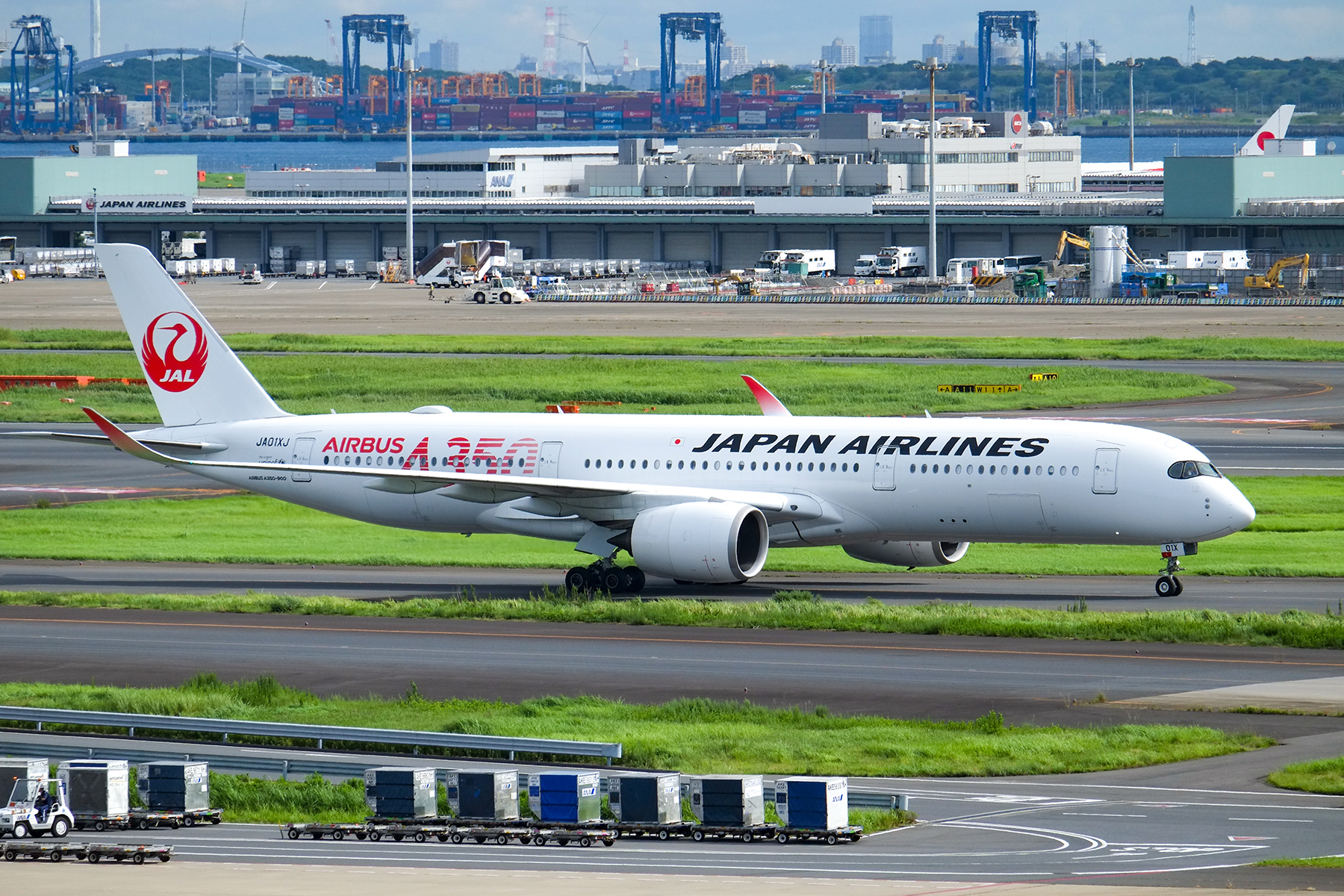
エアバスA350-900（挑戦のレッド）
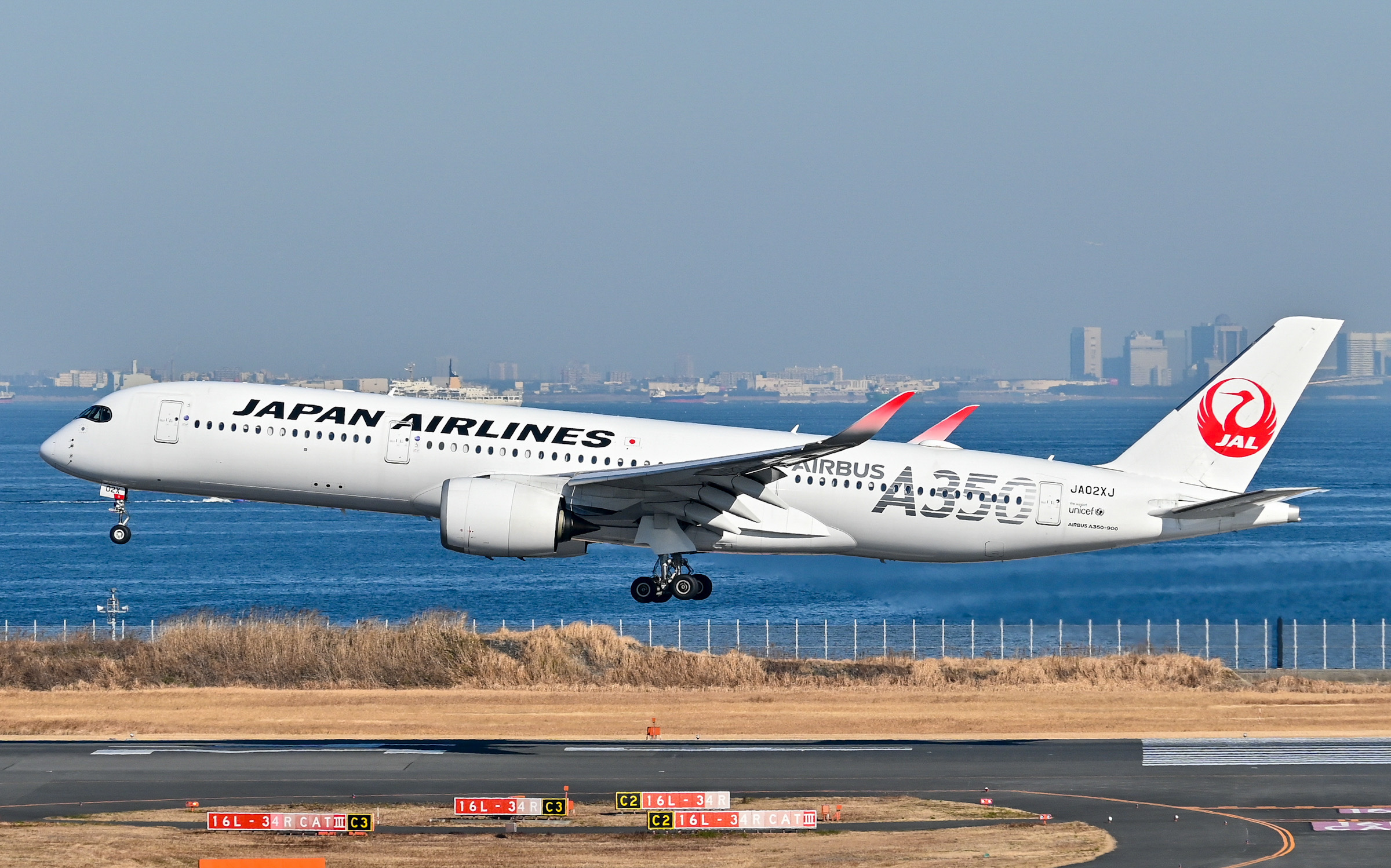
エアバスA350-900（革新のシルバー）
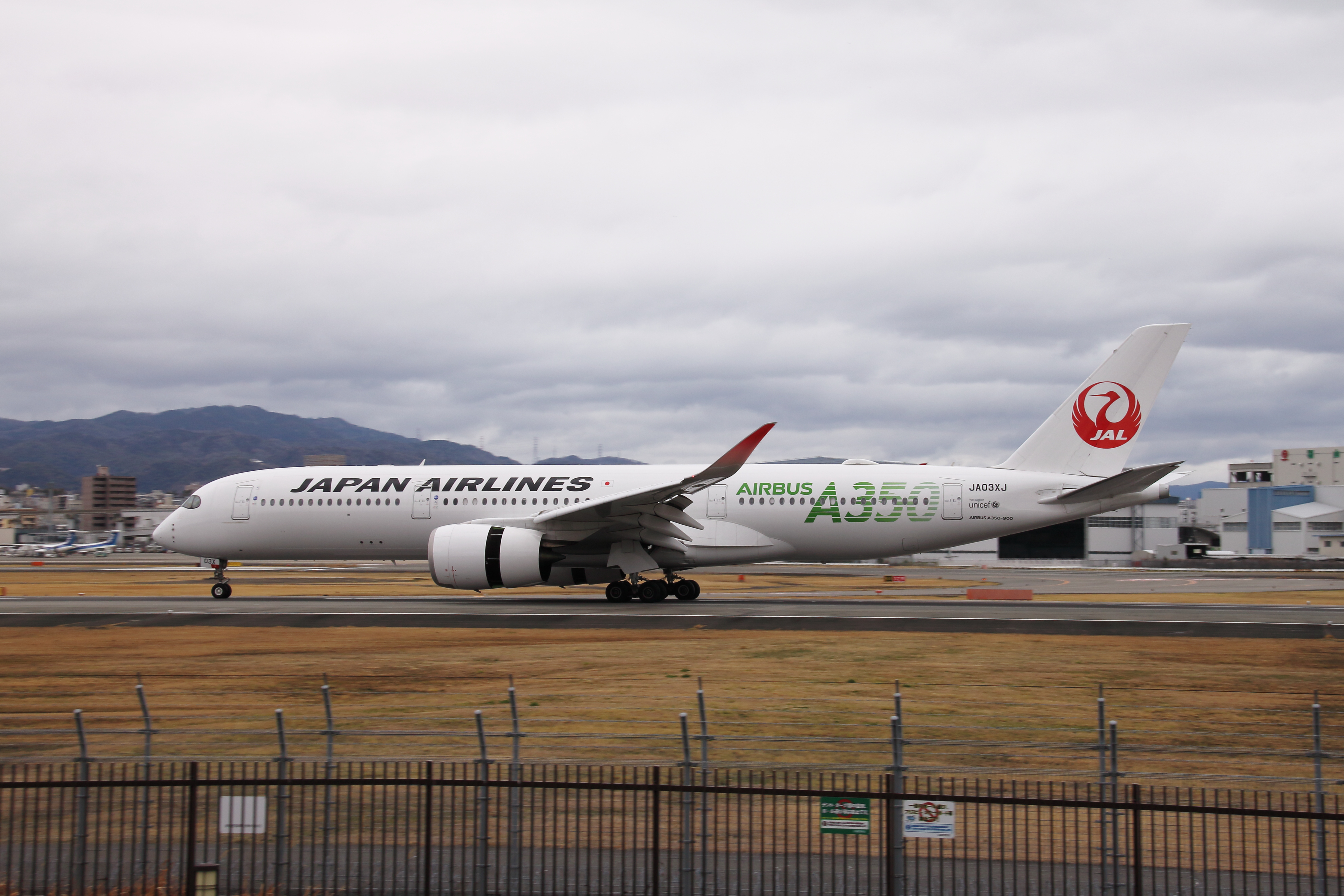
エアバスA350-900（エコのグリーン）
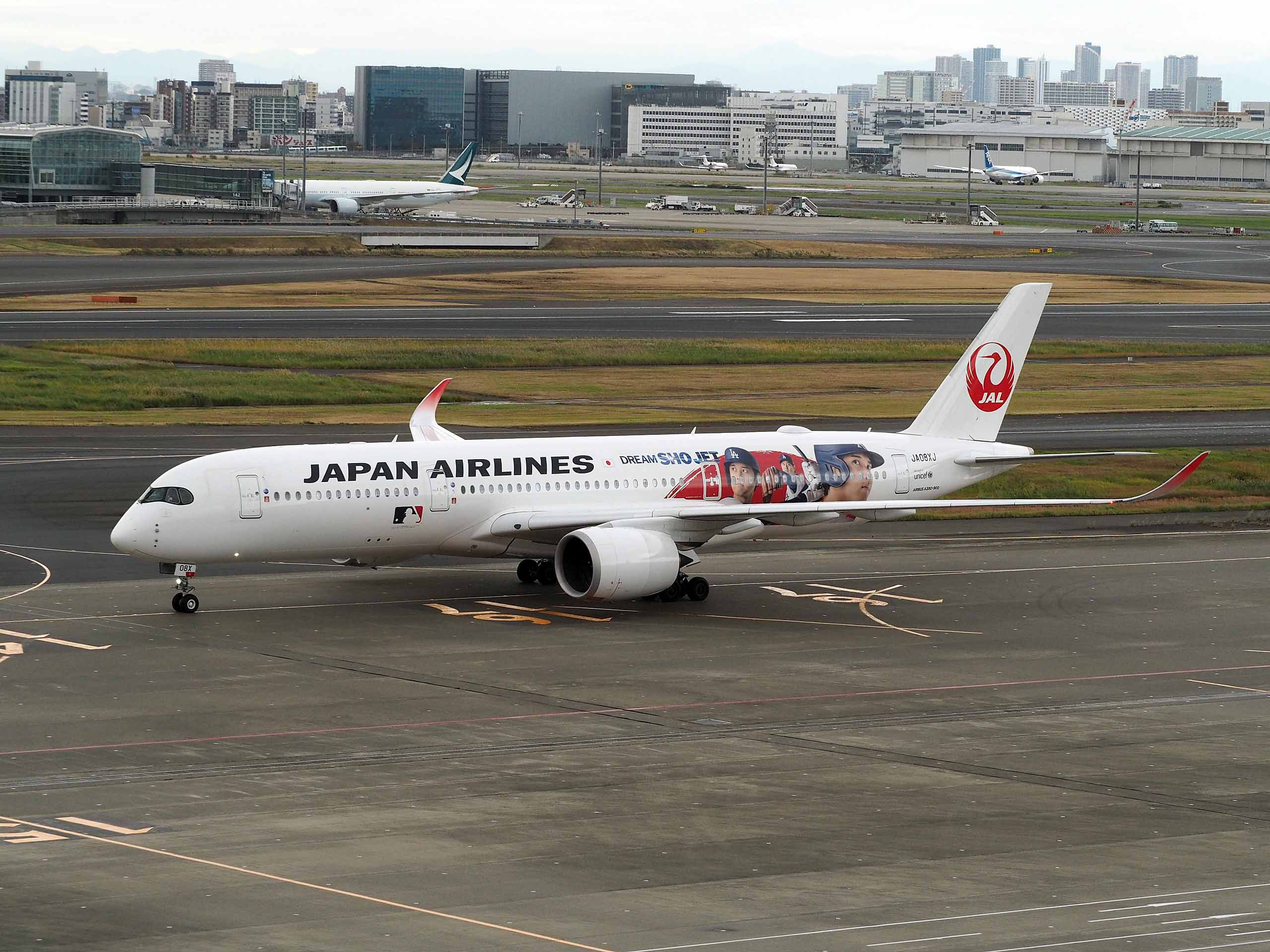
エアバスA350-900（DREAM SHO JET）
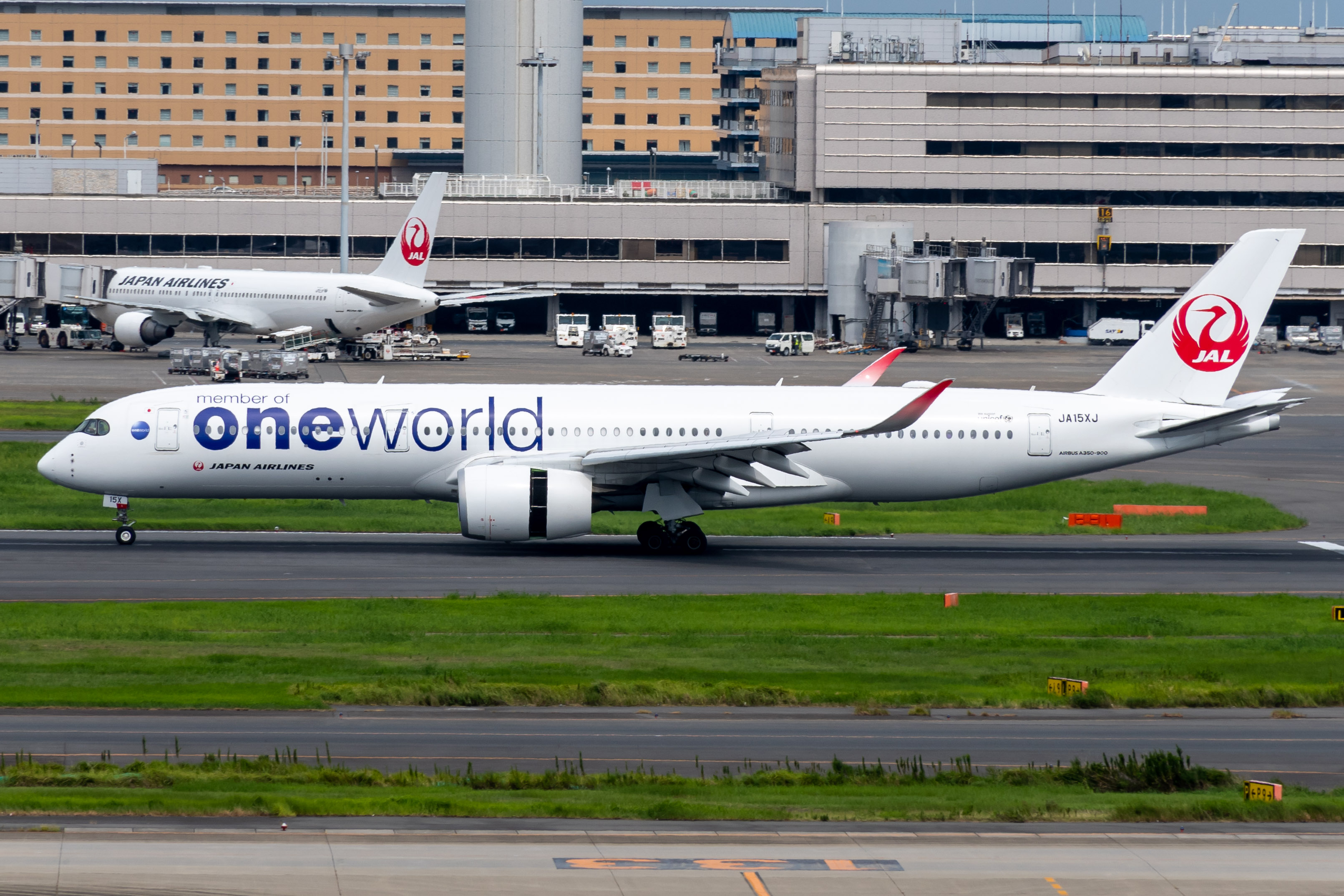
エアバスA350-900（oneworld塗装）
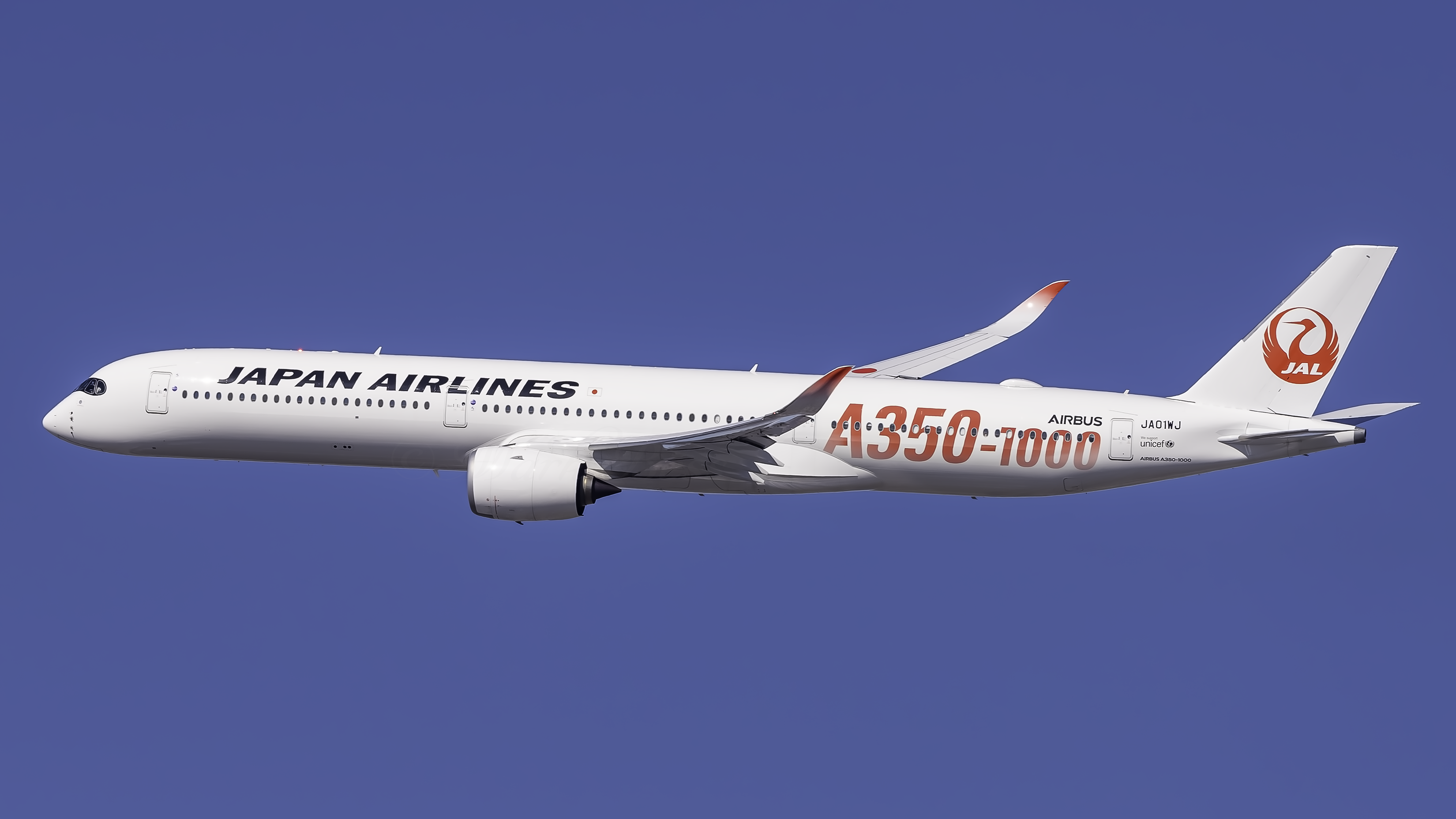
エアバスA350-1000
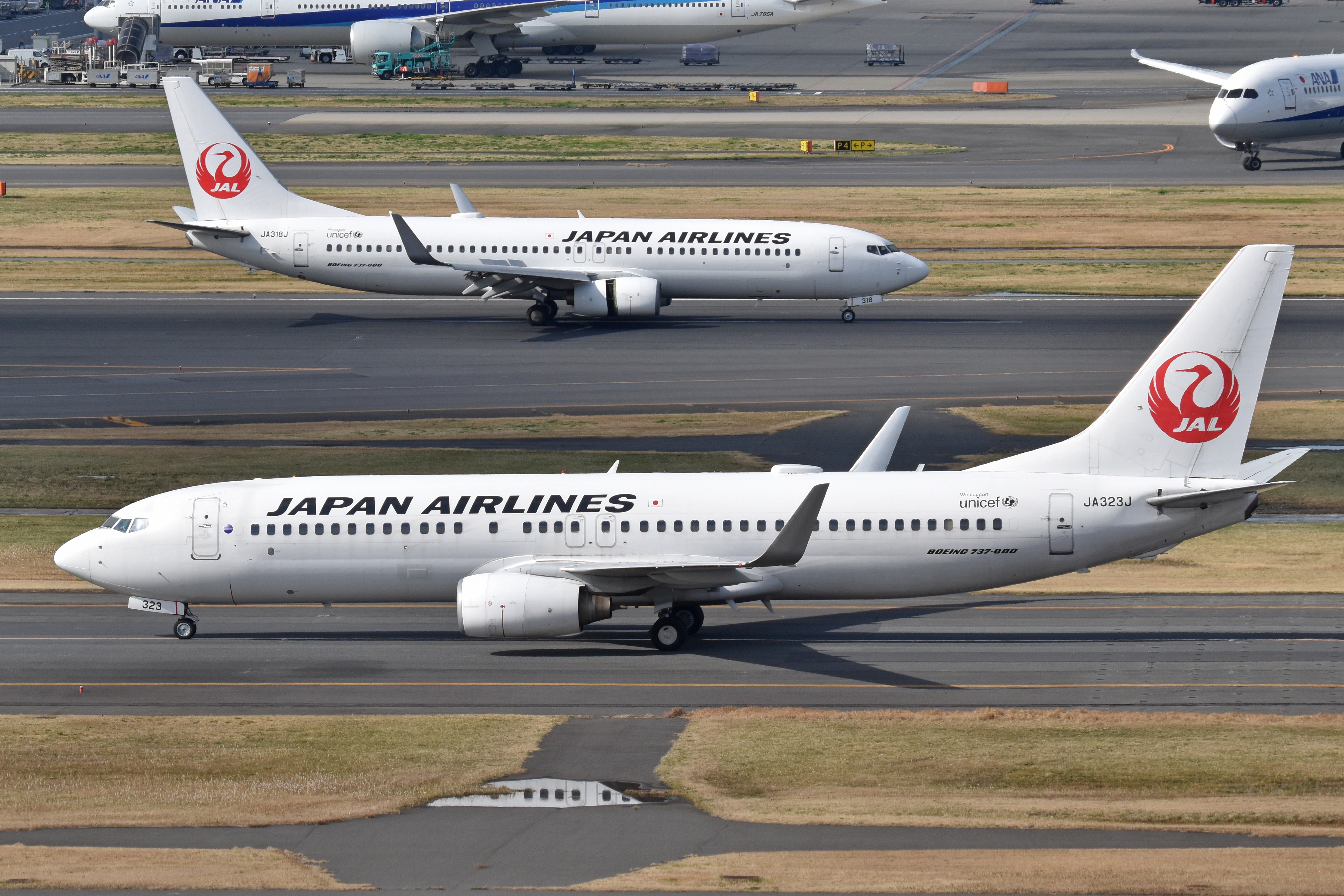
ボーイング737-800
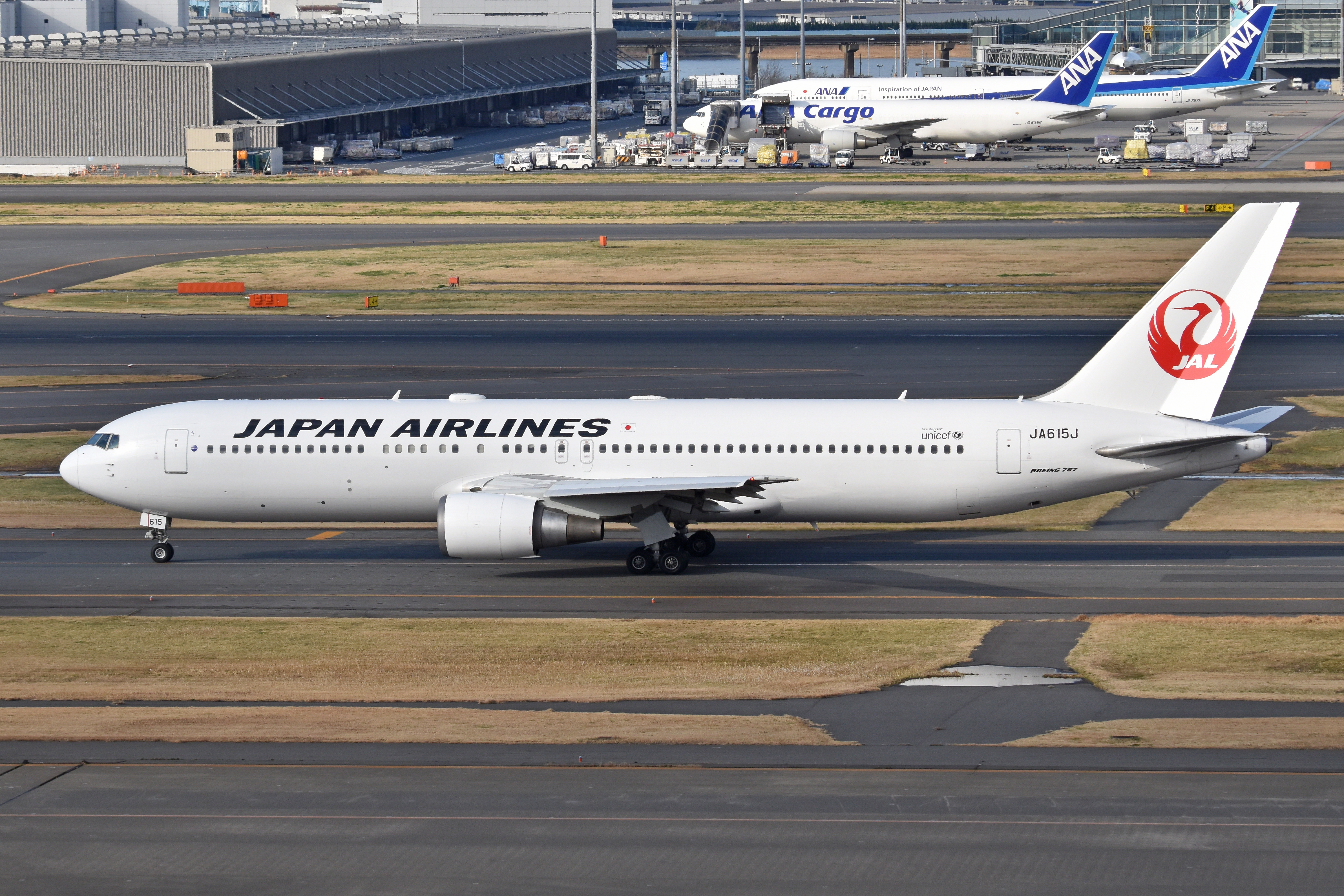
ボーイング767-300ER
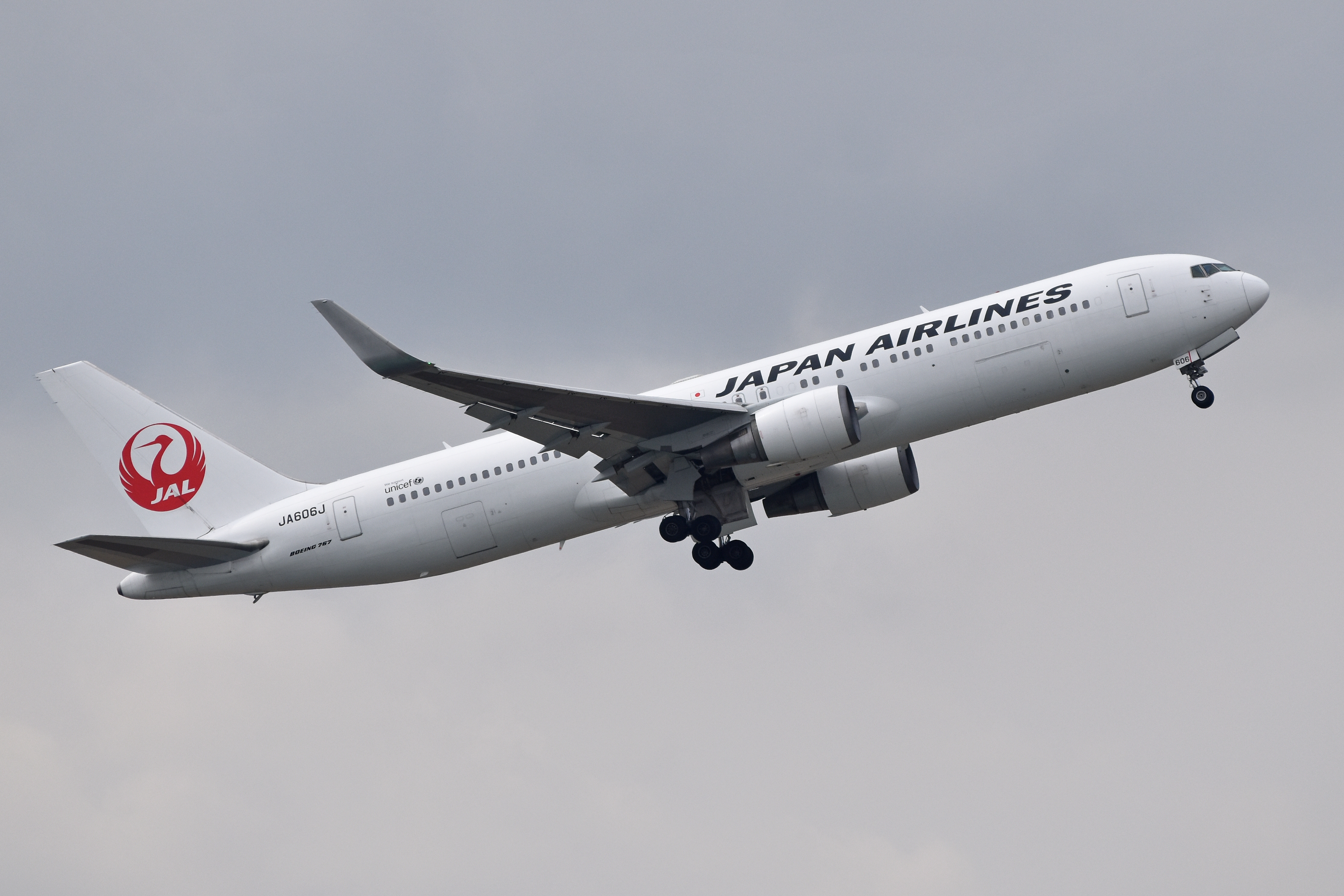
ボーイング767-300ER（ウィングレット付）
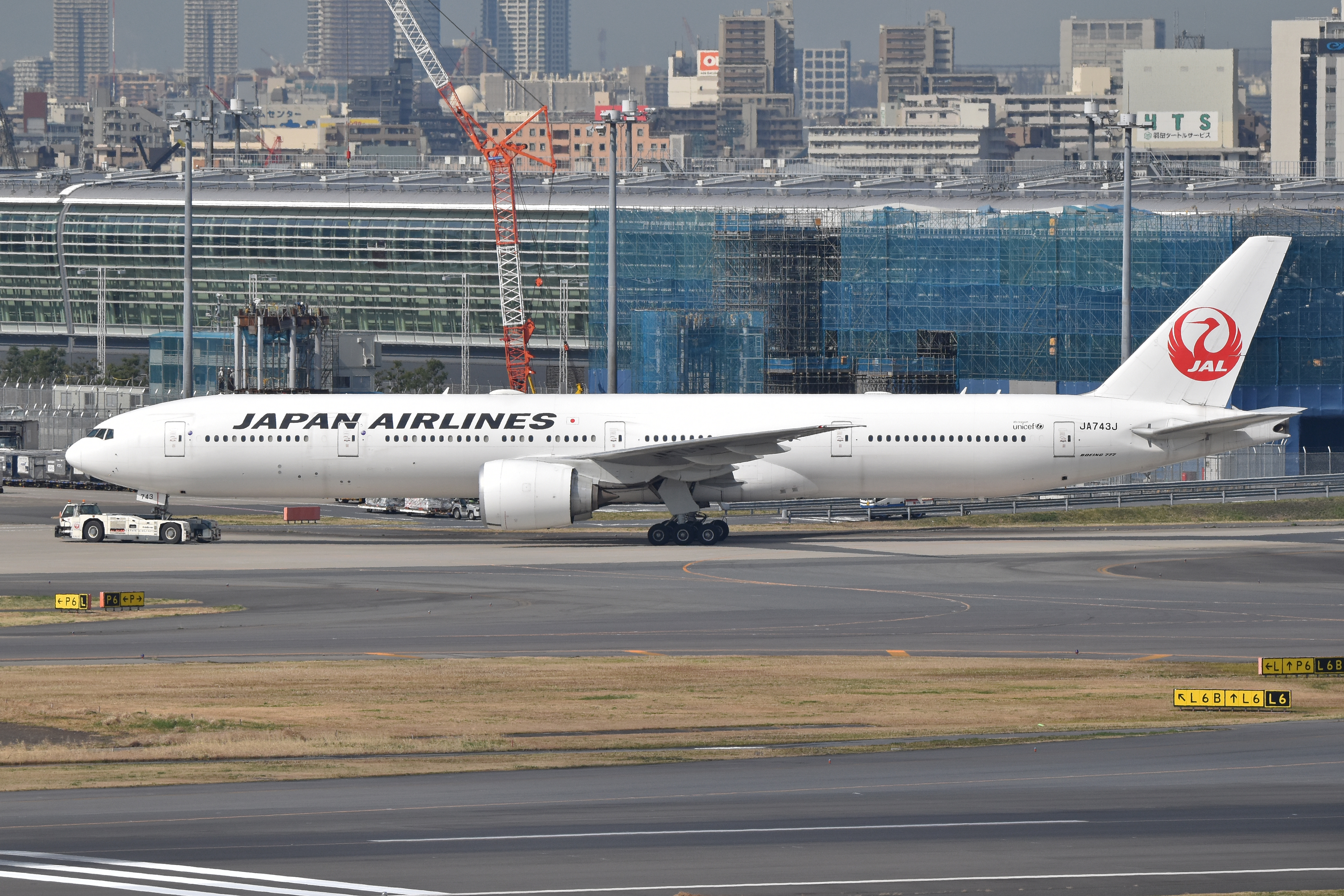
ボーイング777-300ER
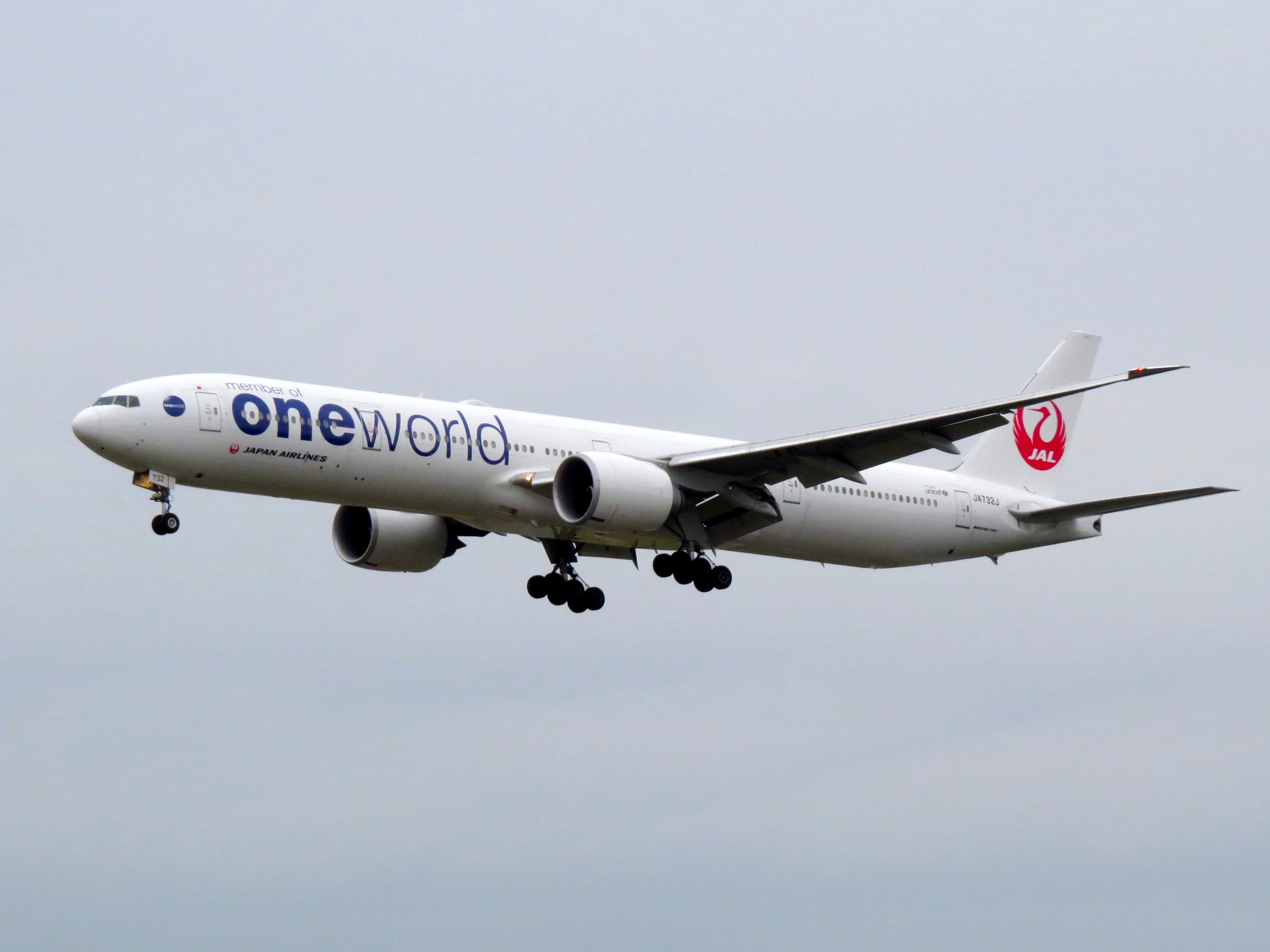
ボーイング777-300ER（oneworld塗装）
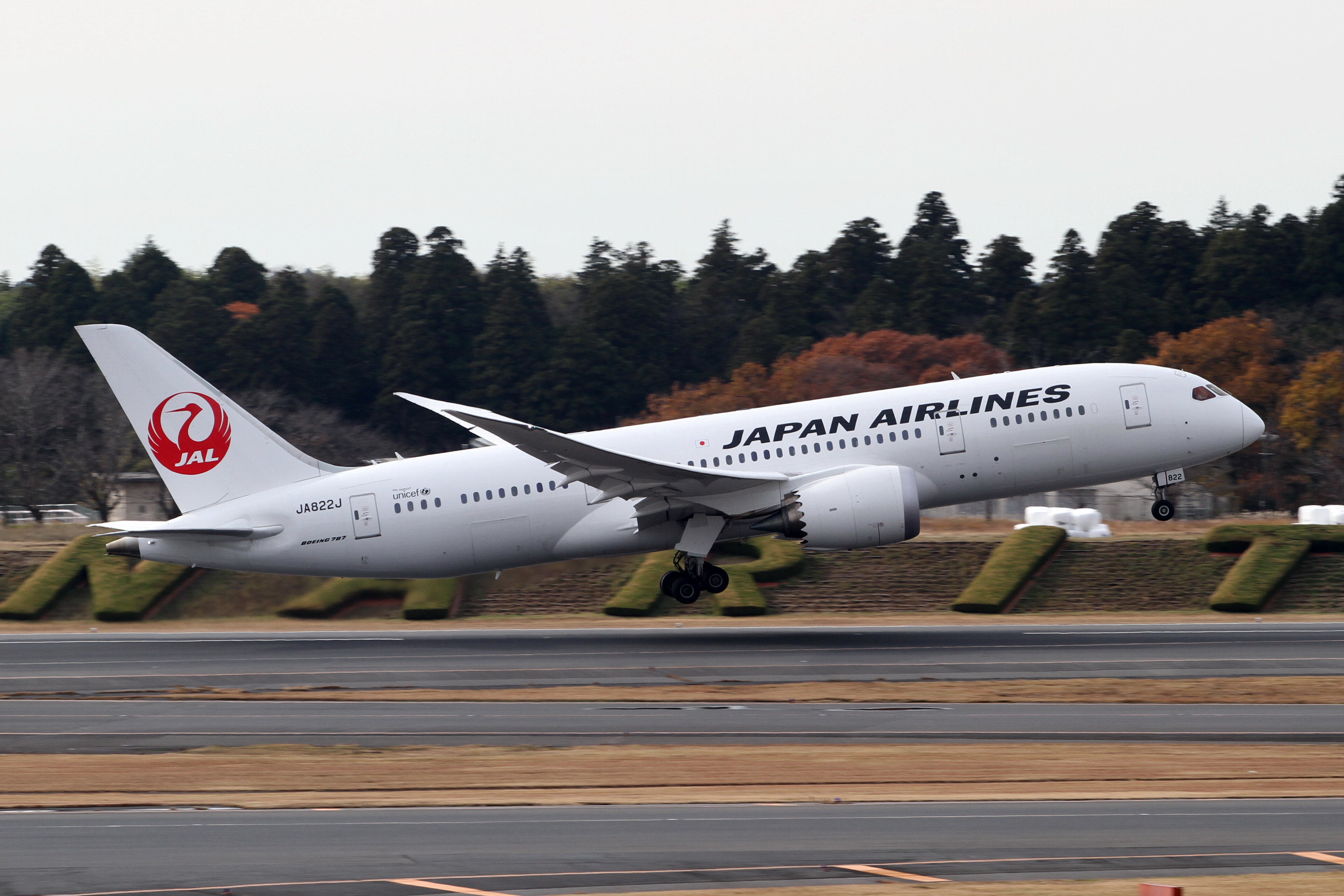
ボーイング787-8
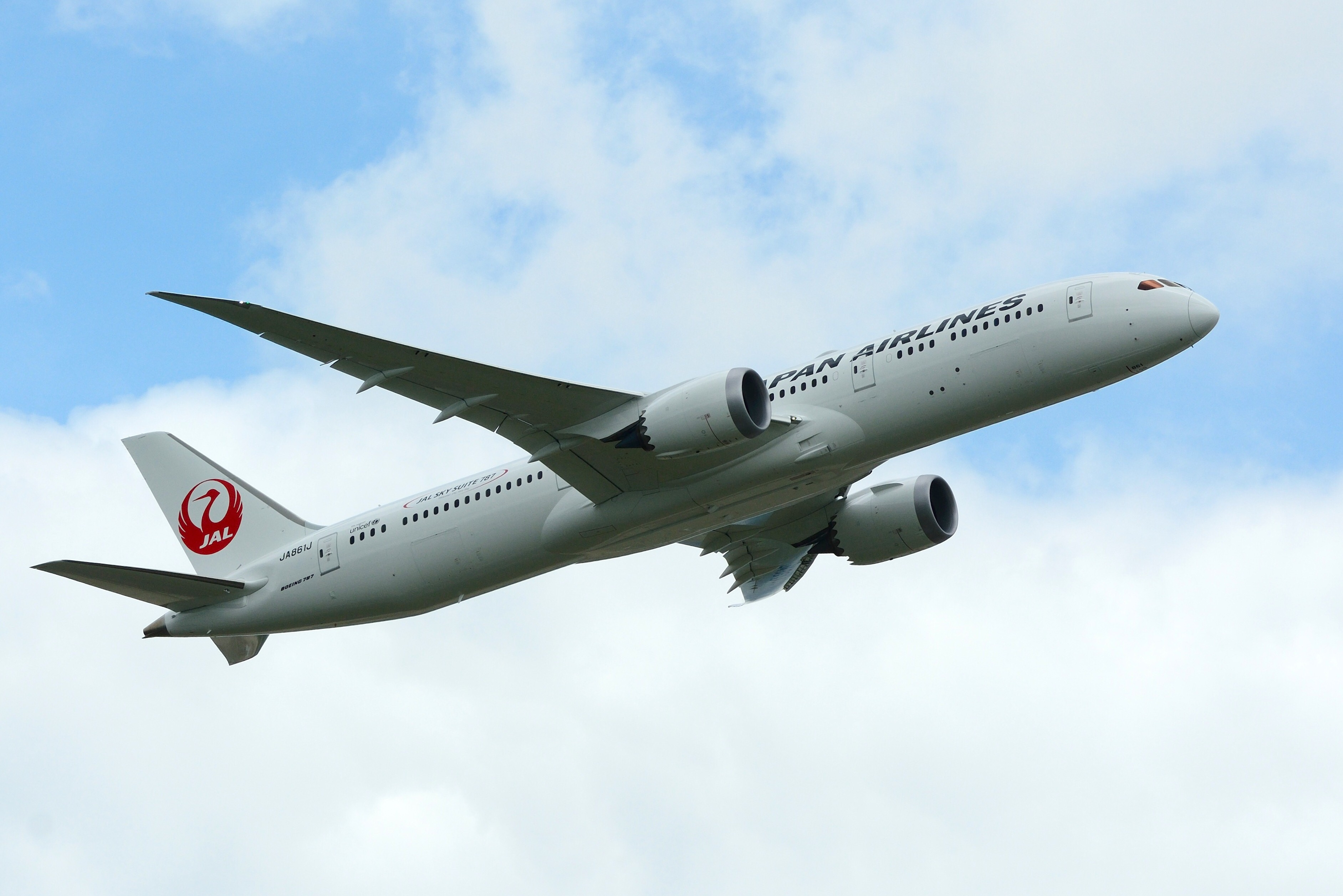
ボーイング787-9
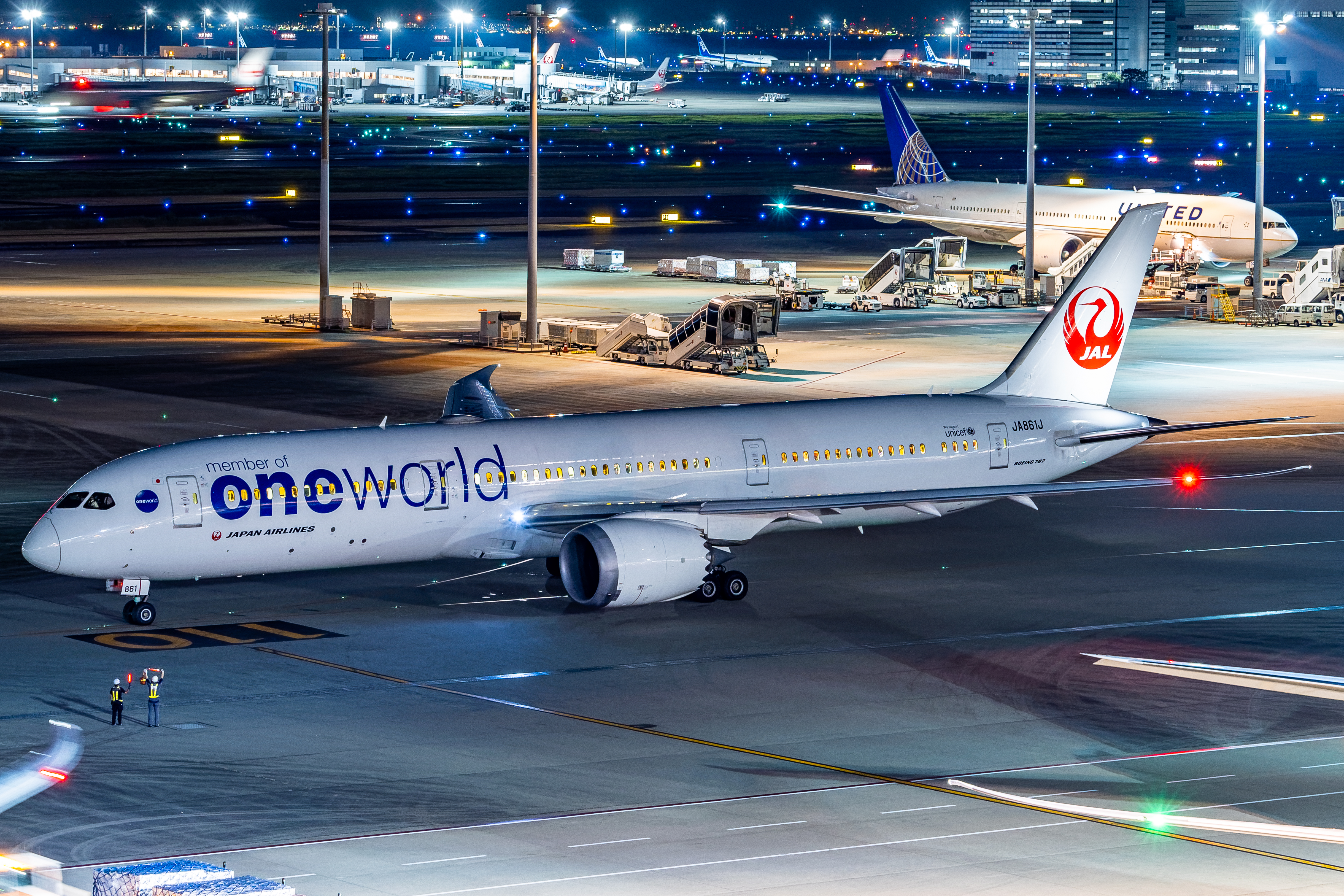
ボーイング787-9（oneworld塗装）

## グループ会社保有機材一覧
本項ではJAL公式サイトにおいて座席の案内がされているジェイエア、日本エアコミューター（JAC）、北海道エアシステム（HAC）、日本トランスオーシャン航空（JTA）、琉球エアーコミューター（RAC）の5社に限定して保有機材を記す。同グループに所属するZIPAIR Tokyo、ジェットスター・ジャパン、スプリング・ジャパンの保有機材に関しては各項目を参照のこと。
以下、全機が国内線仕様である。機材詳細に関しては、各航空会社のページを参照。
| 機材                              | 運用数            | 発注数            | 座席数            | 座席数            | 座席数            | 備考                                   |
| 機材                              | 運用数            | 発注数            | J                 | Y                 | 合計              | 備考                                   |
| ジェイエア（JLJ）                 | ジェイエア（JLJ） | ジェイエア（JLJ） | ジェイエア（JLJ） | ジェイエア（JLJ） | ジェイエア（JLJ） | ジェイエア（JLJ）                      |
| --------------------------------- | ----------------- | ----------------- | ----------------- | ----------------- | ----------------- | -------------------------------------- |
| エンブラエル E170                 | 18                | -                 | -                 | 76                | 76                |                                        |
| エンブラエル E190                 | 14                | -                 | 15                | 80                | 95                |                                        |
| 日本エアコミューター（JAC）       |                   |                   |                   |                   |                   |                                        |
| ATR 42-600                        | 9                 | -                 | -                 | 48                | 48                | 3機は天草エアライン・HACとの共同事業機 |
| ATR 72-600                        | 2                 | -                 | -                 | 70                | 70                |                                        |
| 北海道エアシステム（HAC）         |                   |                   |                   |                   |                   |                                        |
| ATR 42-600                        | 4                 | -                 | -                 | 48                | 48                |                                        |
| 日本トランスオーシャン航空（JTA） |                   |                   |                   |                   |                   |                                        |
| ボーイング737-800                 | 14                | -                 | 20                | 145               | 165               |                                        |
| 琉球エアーコミューター（RAC）     |                   |                   |                   |                   |                   |                                        |
| ボンバルディア DHC-8-Q400CC       | 5                 | -                 | -                 | 50                | 50                | 貨客混載機                             |
| 合計                              | 66                | 0                 |                   |                   |                   |                                        |

### ギャラリー

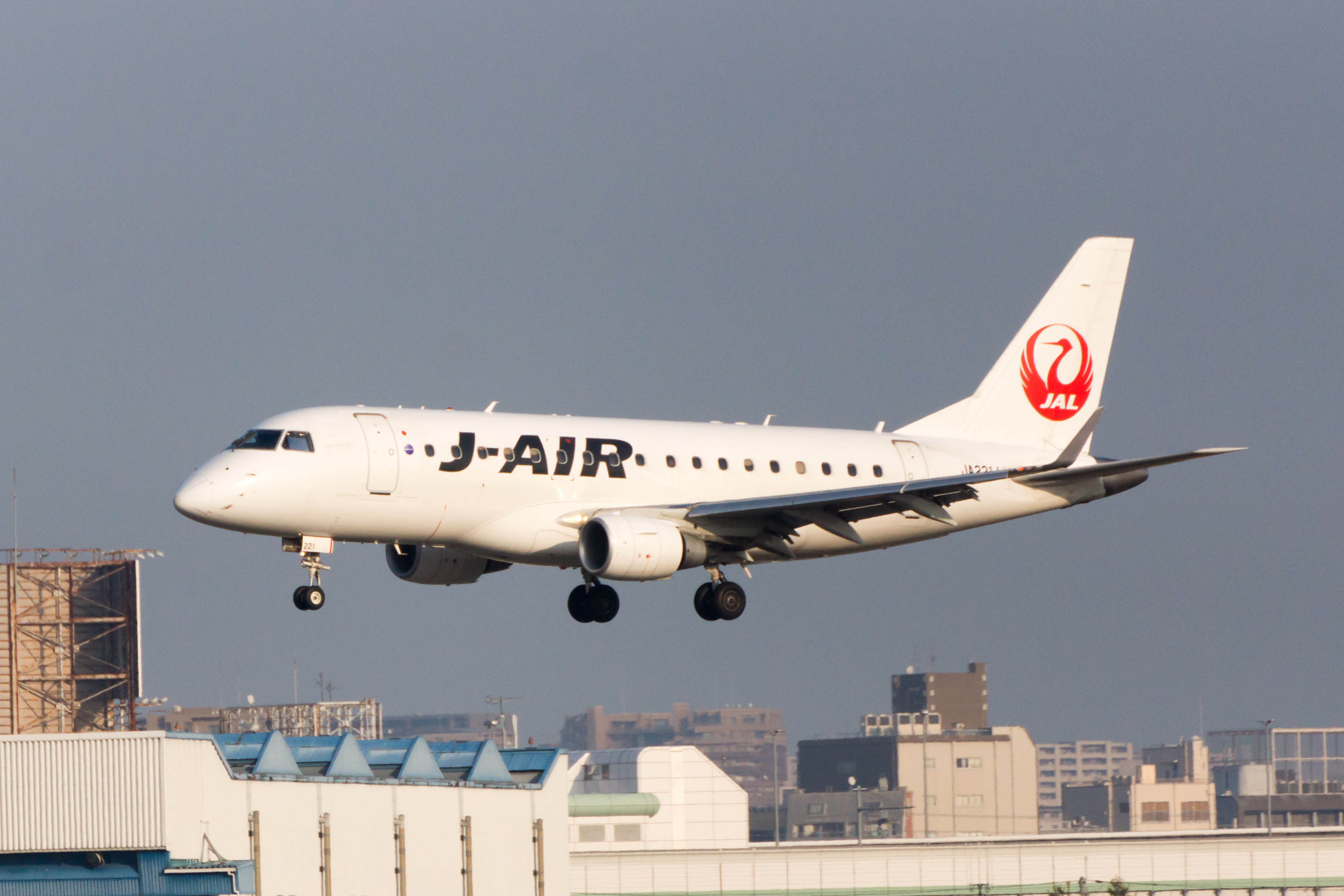
ジェイエア エンブラエル E170
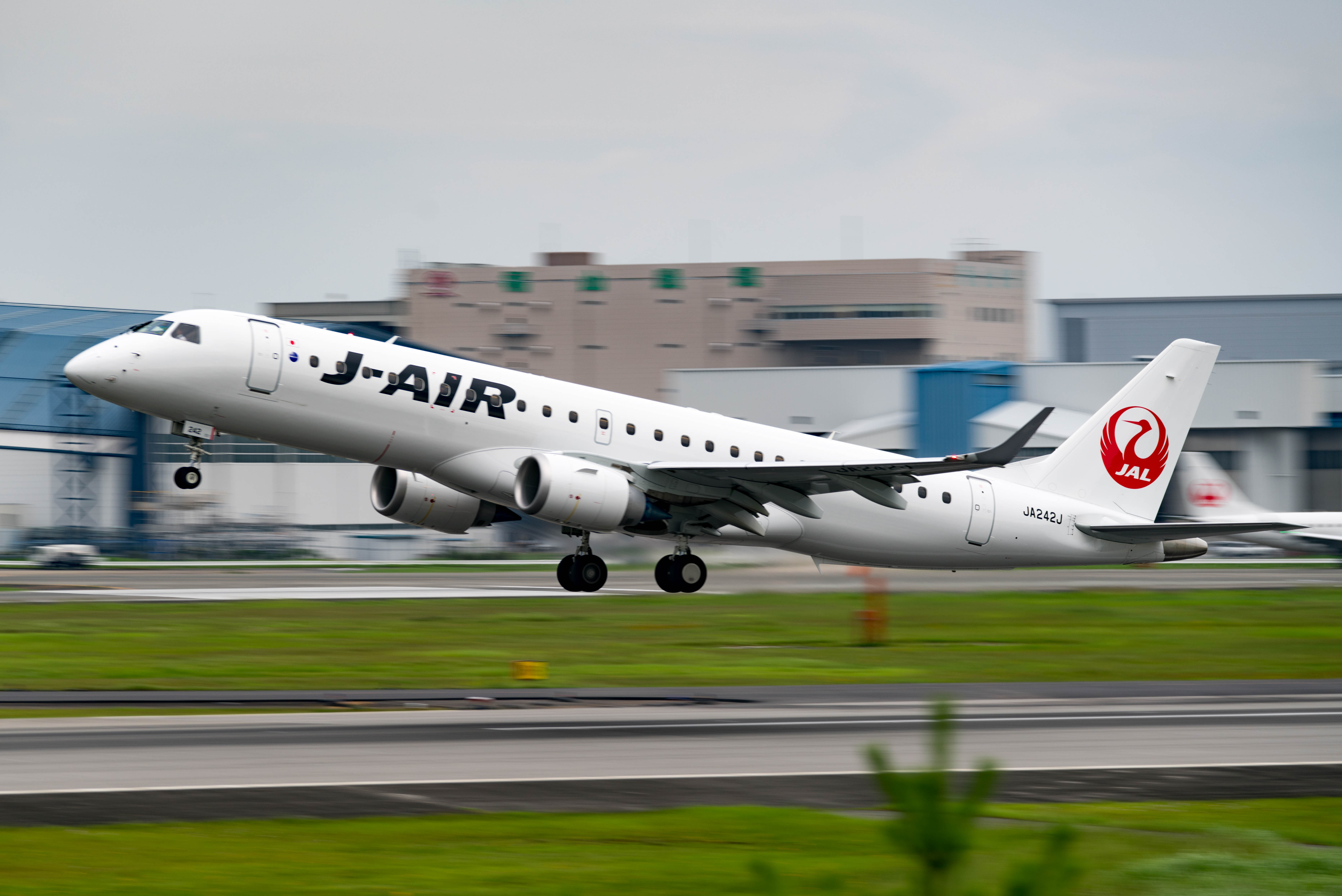
ジェイエア エンブラエル E190
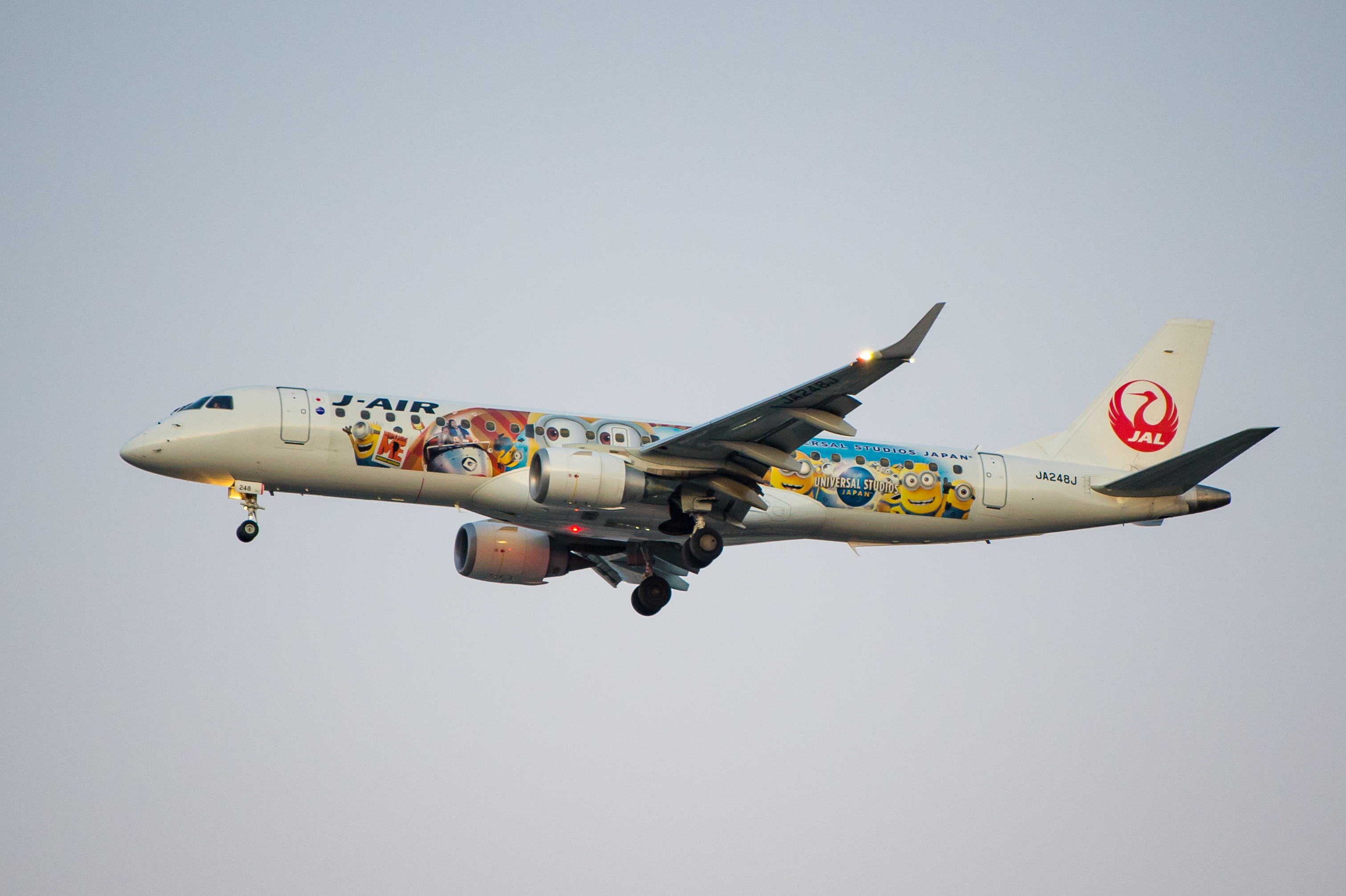
ジェイエア 「JAL ミニオンジェット」エンブラエル E190
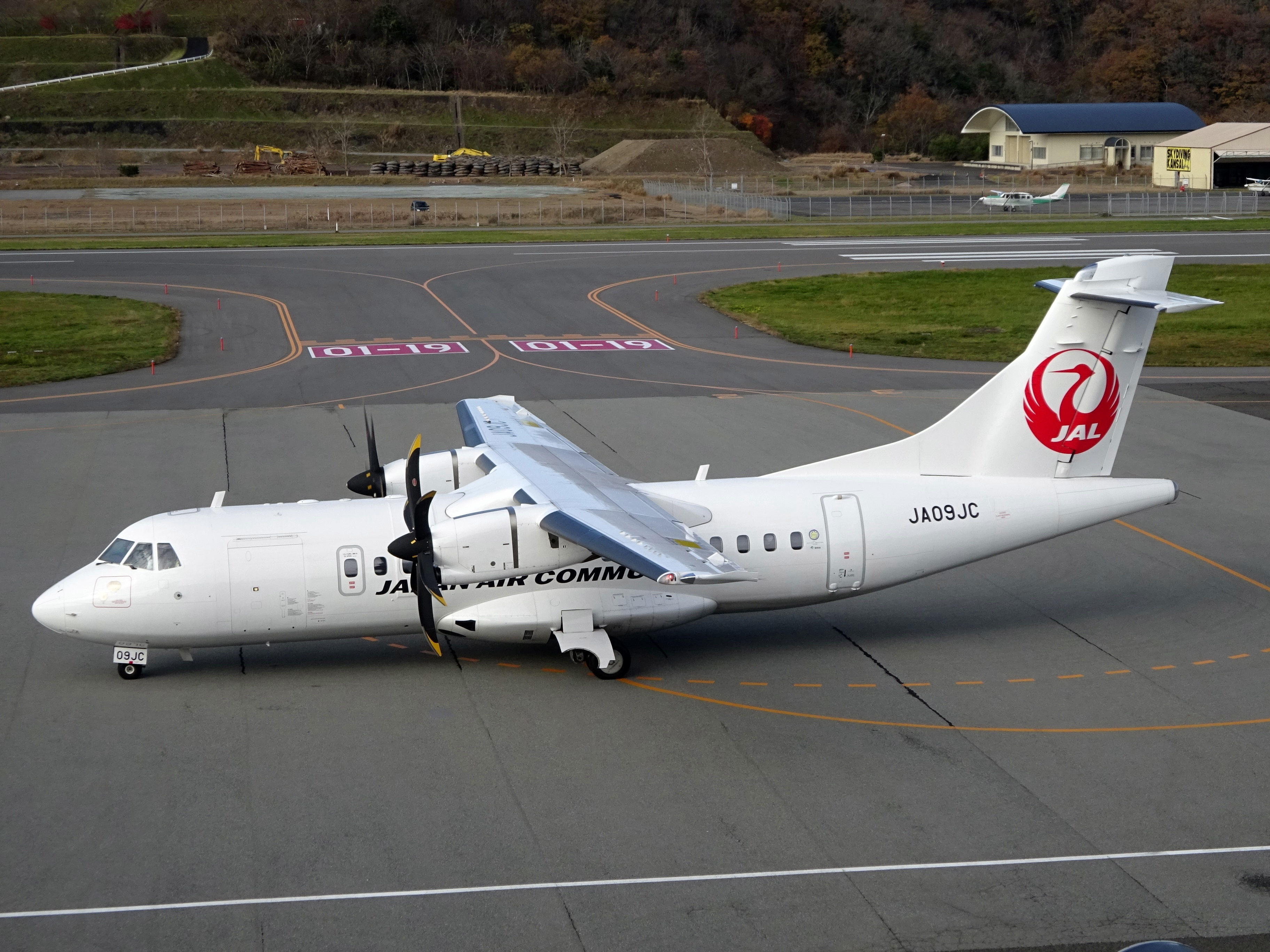
日本エアコミューター ATR 42
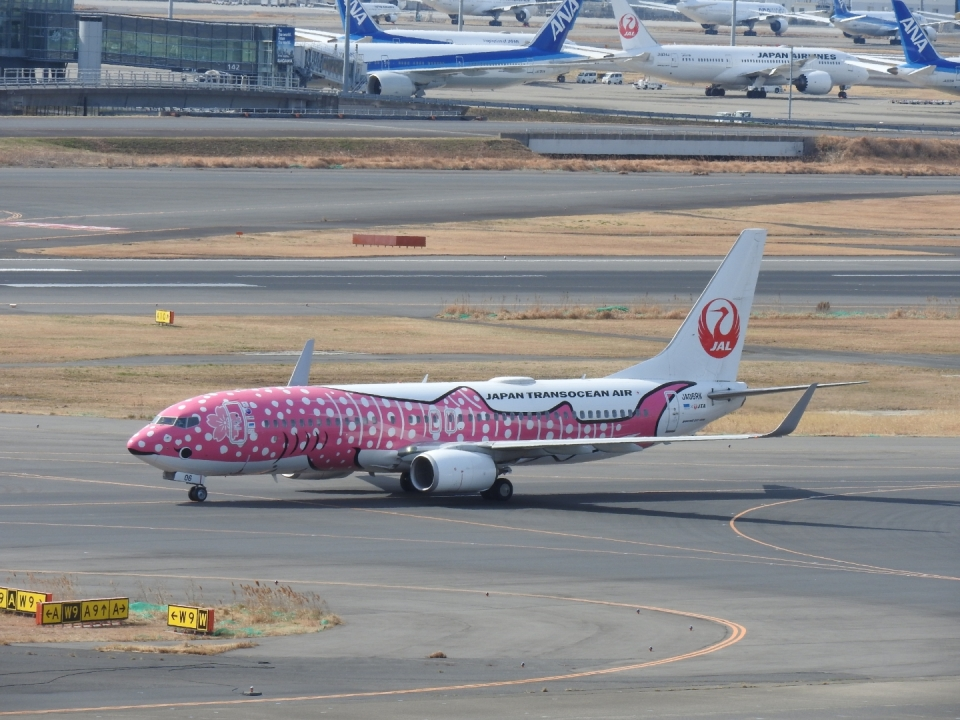
日本トランスオーシャン航空 ボーイング737-800（2代目サクラジンベエジェット）
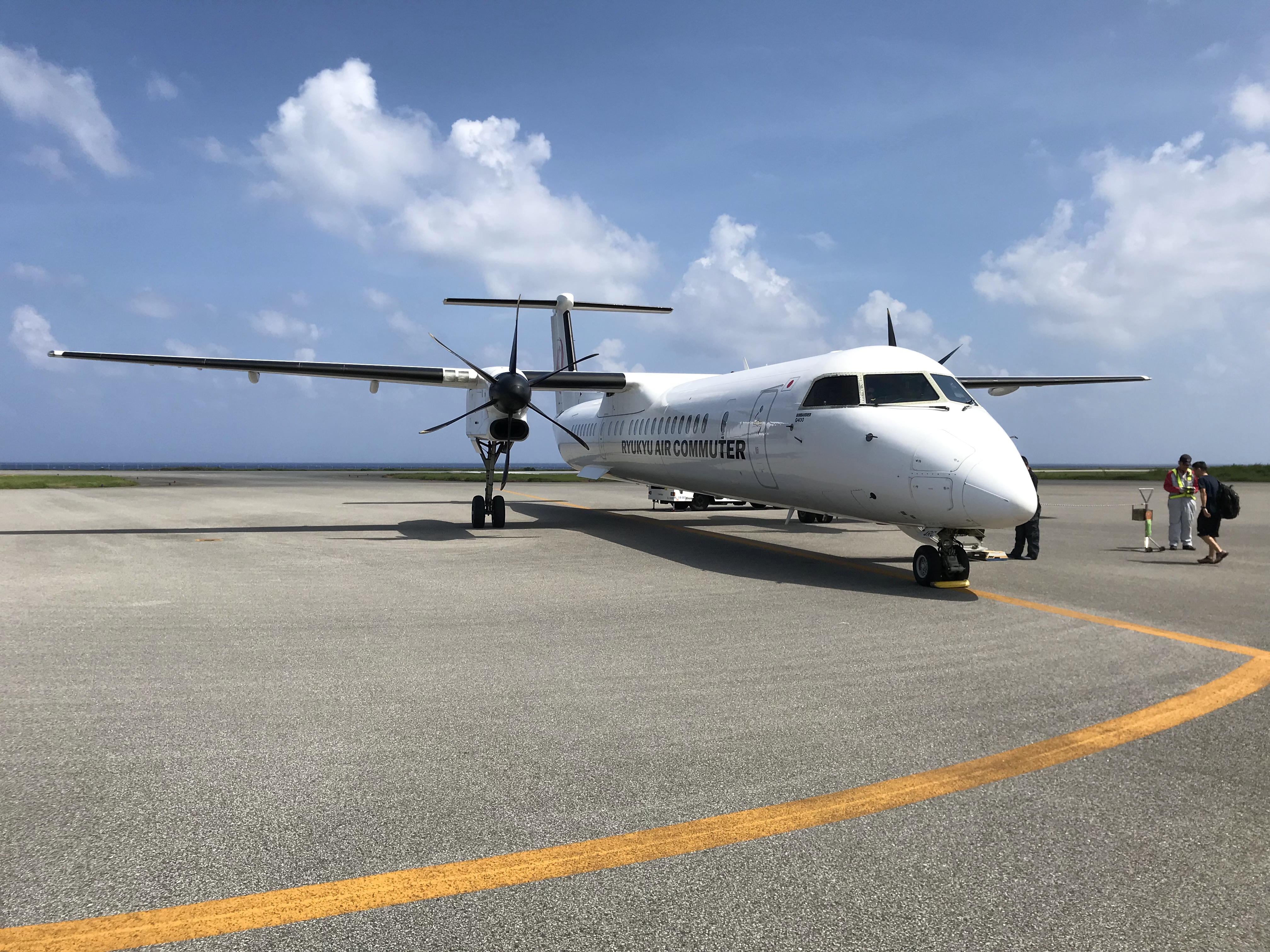
琉球エアーコミューター ボンバルディア DHC-8-Q400CC

## 導入予定機材
- ボーイング737-8【38機（国内）】
  - 2023年3月23日に21機発注後[13]、2025年3月19日に17機追加発注を行った[9]。2026年度から導入する見込みであり、737-800を置き換える予定である。
- エアバスA321neo【11機（国内）】
  - 2024年7月23日に発注[14]。国内線用の767-300ERを置き換える予定。
- エアバスA350-900【2機（国内）+20機（国際）】
  - 2013年10月7日に国内線向けに18機発注[6]。その後2024年7月23日に国際線向けの20機と事故で焼失した「JA13XJ」の代替機材1機の計21機を追加発注した[14]。2027年度より追加発注分導入予定。
- エアバスA350-1000【3機（国際）】
  - 2013年10月7日に国際線向けに13機発注[6]。777-300ERを置き換える予定。
- ボーイング787-9【10機（国際）】
  - 2012年2月15日に国際線向けに20機発注[15]、その後2024年7月23日に同じく国際線向けの10機を追加発注した[10]。2028年度より追加発注分導入予定。

## 国内線運航機材
情報はすべて2025年8月現在。
- エアバスA350-900【16機】[注釈 2]

日本航空が初めて購入したエアバス社製旅客機。ボーイング777型機を置き換える新フラッグシップとして、18機を確定発注し、2019年から導入している。詳細は下記「A350の導入」項を参照。
座席数は369席仕様（F12席/J94席/Y263席）・391席仕様（F12席/J56席/Y323席）の2仕様がある。A350-900は大型機であり、国内線用機材で最大の座席数を誇るため、需要の大きい東京/羽田-大阪/伊丹、札幌/新千歳、福岡、那覇線、大阪/伊丹-那覇線の5路線にのみ充当される。
- ボーイング787-8【4機】[注釈 3]

退役するボーイング767-300型機の更新機材として、2017年9月に追加発注した4機。2019年9月より導入している。
当初は羽田-伊丹線に優先的に充当していたが、燃費の良さを生かし、現在は、羽田-伊丹、福岡、新千歳線にて運用しており、夏季には羽田-石垣、宮古線の2つのリゾート路線にも投入している。座席数は291席仕様（F6席/J58席/Y227席）。
- ボーイング767-300ER【16機】[注釈 4]

開発中止となったボーイング787-3の代替機種として、国内線用に導入され、ボーイング787-3に搭載予定だった新型クラスJシートが搭載されている。また、国際線のB787導入に伴い、国内線に転用された機材もあり、国内線に転用された機材にのみ、ファーストクラスが設けられている。座席数は261席仕様（J42席/Y219席）・252席仕様（F5席/J42席/Y205席）の2パターンがある。
ボーイング767は、羽田-広島、鹿児島線など、準幹線を中心に運用している。ただし、機材数も多いため、東京/羽田-大阪/伊丹、札幌/新千歳、福岡、那覇線などの国内幹線にも投入される他、羽田-青森、釧路、石垣、女満別、宮古、徳島、長崎、出雲線など、地方路線にも幅広く投入されている。
- ボーイング737-800【42機】[注釈 5]

マクドネル・ダグラス社のMD-81やMD-90の更新機材として導入された。かつてはJALエクスプレス（JEX）に所属する機材もあったが、現在はJAL本体と日本トランスオーシャン航空（JTA）の2社が導入している。当初は50機を保有していたが、新型コロナウイルス感染症により、退役した機材、JTAへ移籍した機材があり、現在は42機となっている。座席数は165席仕様（J20席/Y145席）であり、JALとJTAで共通となっている。
JAL本体では羽田空港発着の地方路線を中心としつつ、間合いで幹線運用に入ったり、地域間路線に投入されたりと、幅広く運用されている。なお、JTAの拠点とする琉球地域の路線ではないが、羽田-岡山、小松線の一部便にはJTA所属のボーイング737-800が充当される。

#### 備考
羽田空港発着路線では、大半がJAL本体の機材による運航だが、琉球方面の路線、岡山線、小松線の一部は日本トランスオーシャン航空所属のボーイング737-800で運航され、熊本、三沢、青森、宮崎、宇部、山形、秋田線の一部は、ジェイエア所属のエンブラエルE190で運航されている。
伊丹空港発着路線は子会社のジェイエア機材での運航が大半で、機材はエンブラエル E170とエンブラエル E190を使用している。
2020年以降は新型コロナウイルス感染症による国際線需要減退の影響もあり、国際線で運用されていたボーイング777-200ER（GEエンジン採用機）を国内線転用して2023年秋頃まで運航していた。「クラスJ」として普通席プラス数千円で国際線仕様のビジネスクラス席を体験できたため各所からの人気が高かったが、2023年末頃までに全機が退役となった。

## 国際線運航機材
2025年8月現在。
国際線では、欧米への長距離路線では、フラッグシップ機のエアバスA350-1000型機、ボーイング777-300ER型機が充当されている。長距離路線からハワイなどの中距離路線にはボーイング787（-8型及び-9型）が、中距離路線ではボーイング767-300ERが、アジア路線など近距離路線ではボーイング737-800がそれぞれ投入されている。
- エアバスA350-1000【10機】[注釈 6]

旧フラッグシップ機のボーイング777-300ER型機を置き換える新フラッグシップ機として、2013年10月に13機を確定発注し、2024年1月から運航を開始した大型機。座席は4クラス仕様で、全239席。ファーストクラスとビジネスクラスは同社初の個室タイプの座席を採用した。詳細は下記「A350の導入」項を参照。
ボーイング777-300ERが投入されていた欧米路線に順次投入され、羽田-ニューヨーク/JFK、ダラス、ロサンゼルス、ロンドン、パリ線に投入されている。
- ボーイング777-300ER【11機】[注釈 7][注釈 8]

国際線の旧フラッグシップ機。2024年9月からエアバスA350-1000型機への置き換えが始まり、JA734J、JA731Jの順に、既に2機が抹消されている。全機が4クラス244席仕様。
羽田-ヘルシンキ、サンフランシスコ、シカゴ、パリ(2025/8/26まで)、シドニー（冬期のみ）線、成田-シカゴ線など、主に長距離線に投入されており、A350への路線移管で機材運用に余裕ができたため、羽田-バンコク、シンガポール、ソウル/金浦、上海、香港線などのアジア路線にも充当されている。また、国内線運用に臨時で充当される機会も多い。
- ボーイング787-9【22機】[注釈 9]

中長距離国際線用の主力機材。2012年2月の中期経営計画にて発注した。全機が3クラス仕様だが、239席仕様が8機、203席仕様が4機、195席仕様が10機と3つの座席配置が存在する。全仕様共にエコノミークラスは世界でも珍しい「2-4-2」の座席配置であり、「3-3-3」配置と比較して1席あたり横幅に5cmの余裕を持たせている。
羽田、成田発着のハワイ路線、北米路線（主に西海岸）、アジア路線、オセアニア路線（シドニー、メルボルン）などに幅広く投入されている。ヨーロッパ、中東地域への充当は、成田-フランクフルト線、羽田-ドーハ線の2路線のみ。羽田、成田以外では、大阪/関西-ホノルル、ロサンゼルス線、中部-ホノルル線にも充当される。
- ボーイング787-8【19機】[注釈 10]

中長距離国際線用の主力機材。当初は25機を運用していたが、初期に導入された6機は子会社のZIPAIR Tokyoに移管されている。全機がビジネス・エコノミーの2クラス仕様であり、JA821JからJA835Jまでの初期導入9機は206席仕様、JA836JからJA845Jまでの10機は186席仕様である。後者ではビジネスクラスに「JAL SKY SUITE」の座席を装備。787-9と同様、両仕様共にエコノミークラスは世界でも珍しい「2-4-2」の座席配置である。
羽田-ヘルシンキ、ロンドン、サンフランシスコ線、成田-ボストン、サンティエゴ線などの長距離路線や、オセアニア路線、アジア路線など、幅広く運用されている。羽田、成田以外では、大阪/関西-上海、バンコク線にも投入されている。
ライバル社の全日本空輸（ANA）が787-8型機を2011年10月に就航させてから半年後となる2012年4月、JALは新規就航路線となる成田 - ボストン路線に本機種を初投入した。余談だが、本機種の初号機「JA822J」は当初「太陽のアーク」塗装で2011年12月に披露されていた。しかし、翌年の就航時には同年4月に発表された現在の新生「鶴丸」塗装に変更されている。
- ボーイング767-300ER【9機】[注釈 12]

短中距離国際線用の機材。2025年時点では全機がウィングレット装備機である。全機が2クラス199席仕様。
羽田-上海、ソウル/金浦、シンガポール路線など一部の羽田路線にも充当されるが、基本的には成田国際空港を拠点として運用され、成田-台北/桃園、上海、ハノイ、クアラルンプール、ジャカルタ、ホノルル、グアム線に充当される。また、国内線にも多く充当される。
- ボーイング737-800【7機】[注釈 13]

日本航空の国際線では唯一の単通路機材。ビジネスクラスには「スカイラックスシート」が装備されている。全機が2クラス144席仕様。羽田-金浦、北京線、成田-上海、台北/桃園線、中部-上海、台北/桃園、天津線など、近距離路線に充当される。なお、これらの機材は国内線にも頻繁に充当される。

## 貨物便運航機材
2024年4月現在。
- ボーイング767-300ER(BCF)【3機】[注釈 14]
  - 旅客型を改造した貨物専用機。2024年2月に日本航空が貨物機事業を再開したことに伴い、貨物機運用が始まった[31][32]。成田国際空港及び中部国際空港の2空港を拠点として、2024年4月時点では東アジア圏内路線を中心に運航している。塗装は「太陽のアーク」時代のポリッシュドスキン塗装（銀色塗装）ではなく、機体全体が白色に塗装されている（旅客機の塗装と同様のものである）。

## エアバスA350の導入
日本航空はボーイング777シリーズに代わる主力機の選定を2012年から開始、7年という長期の選定作業を経て「エアバスA350」を後継機として導入した。初めに2013年10月7日に確定31機、オプション25機のA350型機を発注したことを発表、続いて2024年3月21日にはA350-900型機を21機追加発注した。
日本航空において運航されたエアバス機はJAL・JAS統合前に日本エアシステム（JAS）が運航し、JALに移籍してから2011年5月まで運航されたエアバスA300もあったが、日本航空がエアバス機の自社発注を行ったのはA350が初である。先述の通りボーイング777シリーズを全てA350で置き換え、更に国際線用のボーイング767型機もA350に更新する予定であり、将来的な国内線・国際線のフラッグシップ機はエアバスA350型機で統一する方向である。2013年当時の社長であった植木義晴（機長出身）が、A350導入において主導的な役割を担った。
フランス現地時間の2019年6月13日に国内線用A350-900の初号機「JA01XJ」を受領し、セレモニーが行われた。
国内線用A350-900型機は2019年9月1日に東京/羽田 - 福岡線で運航を開始。国際線用のA350-1000型機は2024年1月24日に東京/羽田 - ニューヨーク/ケネディ線に就航した。2025年8月現在、国内線用A350-900型機は国内幹線の5路線を運航しており、国際線用A350-1000型機は羽田空港を発着する長距離路線に順次導入されている。
A350は日本航空としては初となるサイドスティック式操縦桿の航空機であり、さらにロールス・ロイス トレント XWBエンジンのみを採用しているA350が同社初のロールス・ロイス製エンジン搭載機材となった。
日本航空の公式ホームページではA350型機の特設サイトが-900型・-1000型でそれぞれ設けられている。
一方、ライバル社の全日本空輸（ANA）は中・大型主力機の後継機種としてボーイング787シリーズとボーイング777Xを選択してボーイング社機材に統一する方向を取っており、2024年時点では本機種の発注を行っていない。

### A350-900型機（国内線）
2019年から導入開始。2025年8月現在、国内線では15機のA350-900型機が運用されており、下記の5路線にて投入されている。
座席パターンはX11（369席仕様/ファーストクラス:12席、クラスJ:94席、普通席:263席）とX12（391席仕様/ファーストクラス:12席、クラスJ:56席、普通席:323席）の2パターンが存在し、このうちX12はJA01XJ、JA03XJ、JA14XJ、JA15XJ、JA16XJ、JA17XJの6機が該当する。X12機材は観光需要の高い那覇空港を結ぶ2路線を中心に投入されている。
2021年2月、米国ユナイテッド航空機で発生したエンジントラブル事故を受けて、日本の国土交通省が同一仕様のプラット・アンド・ホイットニー（PW）製エンジンを搭載したボーイング777の運航停止を指示した。このため、日本航空は早期運航再開の目処が立たなくなった国内線仕様の777型機（-200型及び-300型）を2020年度をもって全機退役させた。当初、日本航空は伊丹空港へのエアバスA350型機の就航を見送っていたが、777退役の前倒しを受けて元々777-300型機で運航されていた那覇線に初めてA350-900型機を投入することになった。2021年3月26日に就航し、以降は伊丹空港にもA350型機が毎日飛来している。
当初は16機体制での運用を行っていたものの、2024年1月2日に発生した羽田空港地上衝突事故で13号機の「JA13XJ」が全損となり、同年1月19日に登録抹消された。事故発生以降は国際線用のボーイング777-300ERを国内線に投入する繋ぎ運用を続けているが、事故から2ヶ月後の3月21日に、全損補填分の1機を2025年度後半に導入することが発表された。JA13XJの補填は「JA18XJ」になる見通し。

#### 就航路線
日本航空のA350広報サイトを参照。
- 東京/羽田 - 大阪/伊丹
- 東京/羽田 - 札幌/新千歳
- 東京/羽田 - 福岡
- 東京/羽田 - 沖縄/那覇
- 大阪/伊丹 - 沖縄/那覇

### A350-900型機（国際線）
2027年度から導入予定。2032年まで6年をかけて20機の導入を予定し、国際線用のボーイング767-300ER型機を置き換える見込み。

### A350-1000型機（国際線）
2024年1月から導入開始。2024年4月現在、国際線では3機のA350-1000型機が運用されており、下記の2路線に投入されている（他、1路線に投入予定）。2024年度は2ヶ月に1機ペースでの導入を見込んでおり、年度中に8機体制にすることを目指している。このペースでの導入となった場合、2026年度には777-300ERから本機種への置き換えが完了する見込み。
座席配置はボーイング777-300ERと同様の4クラス仕様で、JALでの座席配置コードは「X35」である（239席仕様/ファーストクラス:6席、ビジネスクラス:54席、プレミアムエコノミー:24席、エコノミークラス:155席）。このうちファーストクラスとビジネスクラスはJALでは初となる個室タイプの座席を採用している。

#### 就航路線
日本航空のA350-1000広報サイトを参照。
- 東京/羽田 - ニューヨーク/ケネディ
- 東京/羽田 - ダラス/フォートワース[49][50]
- 東京/羽田 - ロンドン/ヒースロー[51]
- 東京/羽田 - シンガポール/チャンギ(2025年2月12日から3月29日まで期間限定投入)[52][53]
- 東京/羽田 - パリ/シャルル・ド・ゴール(2025年5月1日より順次投入、同年8月27日よりデイリー運航予定)[54]
- 東京/羽田 - ロサンゼルス(2025年6月30日より投入)[54]

### 運用機体
| 機体記号 | 登録日     | 機種      | 運用 | 座席数       | 備考                                                          |
| -------- | ---------- | --------- | ---- | ------------ | ------------------------------------------------------------- |
| JA01XJ   | 2019/06/12 | A350-900  | 国内 | X12（391席） | AIRBUS A350（挑戦のレッド）塗装                               |
| JA02XJ   | 2019/08/29 | A350-900  | 国内 | X11（369席） | AIRBUS A350（革新のシルバー）塗装                             |
| JA03XJ   | 2019/09/20 | A350-900  | 国内 | X12（391席） | AIRBUS A350（エコのグリーン）塗装                             |
| JA04XJ   | 2019/10/25 | A350-900  | 国内 | X11（369席） | [ 注釈 15 ]                                                   |
| JA05XJ   | 2019/12/11 | A350-900  | 国内 | X11（369席） | [ 注釈 16 ] [ 55 ]                                            |
| JA06XJ   | 2020/05/15 | A350-900  | 国内 | X11（369席） | [ 注釈 17 ]                                                   |
| JA07XJ   | 2020/12/01 | A350-900  | 国内 | X11（369席） |                                                               |
| JA08XJ   | 2020/12/22 | A350-900  | 国内 | X11（369席） | [ 56 ]                                                        |
| JA09XJ   | 2021/06/15 | A350-900  | 国内 | X11（369席） |                                                               |
| JA10XJ   | 2021/08/18 | A350-900  | 国内 | X11（369席） |                                                               |
| JA11XJ   | 2021/09/10 | A350-900  | 国内 | X12（391席） | [ 注釈 18 ]                                                   |
| JA12XJ   | 2021/09/29 | A350-900  | 国内 | X11（369席） |                                                               |
| JA14XJ   | 2021/12/17 | A350-900  | 国内 | X12（391席） |                                                               |
| JA15XJ   | 2022/02/15 | A350-900  | 国内 | X12（391席） | oneworld塗装                                                  |
| JA16XJ   | 2022/04/22 | A350-900  | 国内 | X12（391席） |                                                               |
| JA17XJ   | 2025/08/17 | A350-900  | 国内 | X12（391席） | 2025年8月17日デリバリー                                       |
| JA01WJ   | 2023/12/12 | A350-1000 | 国際 | X35（239席） | AIRBUS A350-1000塗装だったが2025年8月の重整備にて剥がされた。 |
| JA02WJ   | 2023/12/29 | A350-1000 | 国際 | X35（239席） | AIRBUS A350-1000塗装だったが2025年4月の重整備にて剥がされた。 |
| JA03WJ   | 2024/03/31 | A350-1000 | 国際 | X35（239席） |                                                               |
| JA04WJ   | 2024/07/29 | A350-1000 | 国際 | X35（239席） |                                                               |
| JA05WJ   | 2024/08/09 | A350-1000 | 国際 | X35（239席） |                                                               |
| JA06WJ   | 2024/10/01 | A350-1000 | 国際 | X35（239席） |                                                               |
| JA07WJ   | 2025/04/22 | A350-1000 | 国際 | X35（239席） |                                                               |
| JA08WJ   | 2024/12/05 | A350-1000 | 国際 | X35（239席） | 製造上の都合によりJA07WJよりも先に受領。                      |
| JA09WJ   | 2025/01/28 | A350-1000 | 国際 | X35（239席） | 08WJと同じく、製造上の都合によりJA07WJよりも先に受領。        |
| JA10WJ   | 2025/07/17 | A350-1000 | 国際 | X35（239席） |                                                               |

### 抹消機体
| 機体記号 | 登録日     | 機種     | 運用 | 座席数       | 備考                                                                                                |
| -------- | ---------- | -------- | ---- | ------------ | --------------------------------------------------------------------------------------------------- |
| JA13XJ   | 2021/11/11 | A350-900 | 国内 | X11（369席） | 羽田空港地上衝突事故で2024/01/02に焼失、 同年01/19付で抹消。代替機の追加導入は 2025年度後半を予定。 |

## 訓練専用機材
自主運航開始後には早くも自社でパイロットを養成するため練習機を導入し、その後もジェット訓練専用機材であるダッソー・ファルコン20を導入するなど 機材ラインナップの拡充を行った。
初等訓練はビーチクラフト・ボナンザやダイヤモンド・エアクラフト DA-40、中等訓練はビーチクラフト・バロン、多発タービンの資格取得はビーチクラフト・キングエアで行い、フライトシミュレーターや有償運航での訓練で型式別の認定を受け正式なパイロットとなる。なお運航機材以外の訓練は現地のフライトスクールに委託されているため、機材は年度よって異なる。
訓練はアリゾナ州フェニックスのファルコンフィールド飛行場やグアム国際空港で行っている。かつては下地島空港や仙台空港、アメリカのナパで行われていた。

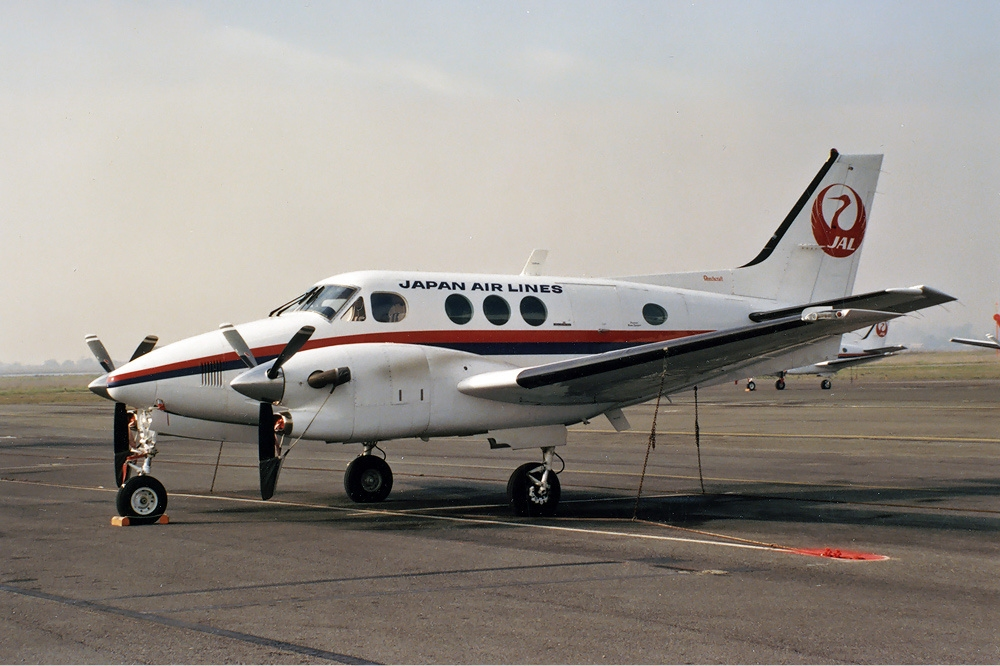
旧塗装のビーチクラフト・キングエア

## 退役機材

### 旅客機
これまでに世界の航空会社としては最大の機数を発注するなど、ボーイング747シリーズが1970年代から2000年代まで日本航空を代表する機材だった。航空機関士が必要な747クラシックはボーイング747-300が2009年7月に退役し、全機退役となった。2011年3月1日にボーイング747-400が全機退役し、同社の機材からボーイング747、そして四発機が消滅した。また、経年が進んだボーイング767-200についても2010年3月に退役。
2020年以降は新型コロナウイルス感染症に伴う世界的な航空需要喪失により事業構造の見直し、2021年度末までに9機ある国際線用777-200ERの内5機を国内線に転用、残り4機は全機退役させた。2022年度末までに国内線用の777全13機を退役させ、2022年度前半までに737-800のリース機5機を返却し経年機の退役を進め機材、整備費などを削減する方針だったが、2021年2月に国内線777で採用していたPW4000エンジントラブルにより、国交省が運航停止指示を出したため該当13機が飛行禁止状態になったため、運航停止時適用外の国際線777-200ERやA350-900、国内線787-8、国際線767-300ERによる代替運航の目途をつけ、21年3月期に数十億円規模の特別損失処理をして引退前倒ししている。
- マーチン2-0-2【2機】
  - ノースウエスト航空からのリース、委託運航終了後にすべて返却された。
- ダグラスDC-3【1機】
  - フィリピン航空からのリース。開業前の1951年8月に3日間のデモ飛行用でのみ使用された。
- ダグラスDC-4B【2機】
  - 当時すでに生産は終了していたものの信頼性が高いこともあり、1952年10月25日からの自主運航開始後も買い増しを進め、最終的に6機を購入し当初は国内線と国際線の、DC-6導入後は国内線の主力機として黎明期の日本航空を支えた。貨物機にも転用された。1963年4月1日に全機が退役し日本国外に売却された。[71]。
- デ・ハビランド DH.114 ヘロン
  - ローカル線の旅客便で使用するため購入したが、受領時には政府の方針が変わっており、ローカル線の運航が禁止されたため、乗員訓練のみに使用しその後日本ヘリコプター（後の全日空）へ転売し、旅客用として使用された。
- ダグラスDC-6B【10機】
  - 日本航空初の本格長距離国際線専用機。1952年9月12日に導入を決定し、同年11月26日に2機発注した。しかしダグラス社から引渡しは2年後との回答により、日本航空は45%のプレミアム価格を承知で製造中だったスリック航空とフライングタイガー航空向けのDC-6A（貨物型）を旅客型に再改装して3機購入し、1953年10月2日に運航を開始した。DC-8の導入が進んだことから1969年に退役した[71]。
- ダグラスDC-7C【5機】
  - DC-6Bの後継機として導入され、「セブンシーズ」の愛称で呼ばれた。 1957年12月23日に初号機の「City of San Francisco」 (JA6301) を受領、翌1958年2月12日より太平洋横断路線である東京=サンフランシスコ線に就航した。同機は座席に龍村特製の織物を使用するなど日本製の素材を用いた。また後部ラウンジは茶室風にアレンジされ、障子を入れるなど日本風のデザインがなされた。DC-8の導入が進んだことや、長距離専用機材として設計されたことから小回りが効かないためもあり、DC-6Bよりも4年早い1965年10月31日に全機が退役した。
- ダグラスDC-8シリーズ【58機】[注釈 19][注釈 20]
  - 日本航空初のジェット機として1960年7月22日に-32型（JA8001・愛称「FUJI」）受領した。同機は「空飛ぶホテル」をコンセプトに、前田青邨によるファーストクラスラウンジの装飾画など機内を日本風の内装で統一した。また、ハイテンプオーブンを導入し機内食サービスの充実を図るなど、スピードだけでなく機内サービスの質も格段に向上させた。国内線から長距離国際線まで幅広く使用され、計58機（リース含む）が導入された。貨物機として使用された他、日本アジア航空でも使用され、1987年末をもって退役した。
- コンベア880【9機】
  - 短中距離国際線用機材として導入されたが、日本初の国内線ジェット機として使用された他、長距離路線である南回りヨーロッパ線などでも使用された。しかし中途半端なキャパシティや信頼性の低さから、導入後10年も経たない1970年に退役し、その殆どがボーイング747型機の下取りとされボーイング社に買い取られた。
- ボーイング727-100
  - 国内線と近距離国際線を中心に使用された。しかしキャパシティの小ささから1980年代中盤以降には2機のみの陣容に減らされ、ハバロフスク線やチャーター便を中心に使用され、1987年に退役した。また、ワールド・エアウェイズから貨客両用型の-100C型をリースしたこともある。
- 日本航空機製造YS-11【2機】
  - 日本国内航空からのリース。同型機として初の日本発の国際線に使用された。
- ボーイング747-100/-100B【8機】
  - 日本航空初の747の型式。受領後最初に日本に飛来したのは1号機 (JA8101) ではなく2号機 (JA8102) であった。
  - 100BはSRの増備機で、広義のSRに含まれる。世界でも日本航空とサウジアラビア航空しか発注していない稀少モデル。
- ボーイング747SR-100【10機】[注釈 21]
  - 日本航空がローンチカスタマーだった国内線仕様および近距離国際線機。ボーイング社の修理ミスにより起こった日本航空123便墜落事故の事故機（機体記号：JA8119）の型式である。事故後、他の同社SRは売却され、スペースシャトル輸送機（機体記号：JA8117）、ボーイング社の金属疲労試験機（機体記号：JA8118）に使用された。
- ボーイング747-100B/SUD【2機】
  - 世界でも日本航空が2機(JA8170・JA8176)発注しただけという希少機。300型の機体に100型のエンジンを装備する。「-100」となっているが、-200型が納入されて以降に納入された。2006年10月31日、那覇発羽田行JL1926便を最後に退役した。なお、このときの使用機はJA8170で1994年から1年間は初代「ドリームエクスプレス」、1999年には「GLAY JUMBO」が施された2度の特別塗装経験機である。
- ボーイング747-200B【25機】
  - 1970年代から1980年代の日本航空の躍進を支えた機材で、2007年10月31日に金浦 - 羽田線8834便を最後に退役した。この退役により、同型を始めとしたショートアッパーデッキの旅客型747は日本での37年間の運航を終えた。
  - 台湾方面を主とした日本アジア航空(JAA)へ移管した機材はJT9D-7A及び-7Q搭載機を主としていたが、1990年代後半からは日台間規制が緩和されるとJAL機との区別が解消されJAA内部でメンテナンスなどで不足するとJAL機がそのままJAA路線(またはその逆もあった)で台北・高雄両路線に投入されていた。JAL RESORT EXPRESS（以下リゾッチャ）塗装やニューヨーク直行便専用機（機体番号：JA8161・JA8162）の間合いアルバイト運用機もあった。
- ボーイング747-300/-300SR【16機】
  - 1983年の導入当時世界最大の旅客機であり、747-100B/SUDと共に、日本で導入したのは日本航空グループだけであった。機体の経年化と国土交通省の騒音規制などにより2009年7月31日にホノルル ― 成田線を最後に退役した。この退役により日本の航空会社のフリートから旅客型の「747クラシック」がなくなった。
  - 自社導入機とは別に、1992年から1994年までカンタス航空の機体を3機、運航乗務員ごとリースしていた。これらの機体には当時のJALのフルカラー塗装が施されていたが、垂直尾翼の鶴丸が小さく、また後部胴体には「Operated by QANTAS」の文字が入っていた。純然たるJL便として運航され（QFの便名は付かなかった）、客室乗務員は日本航空のみが乗務していた。タイムテーブルには当該機体で運航される便に「機内でのお客様へのサービスはJLの客室乗務員が行いますが、QFの機材及び運航乗務員で運航致します」の注釈が付いていた。
- ボーイング747-400【34機】

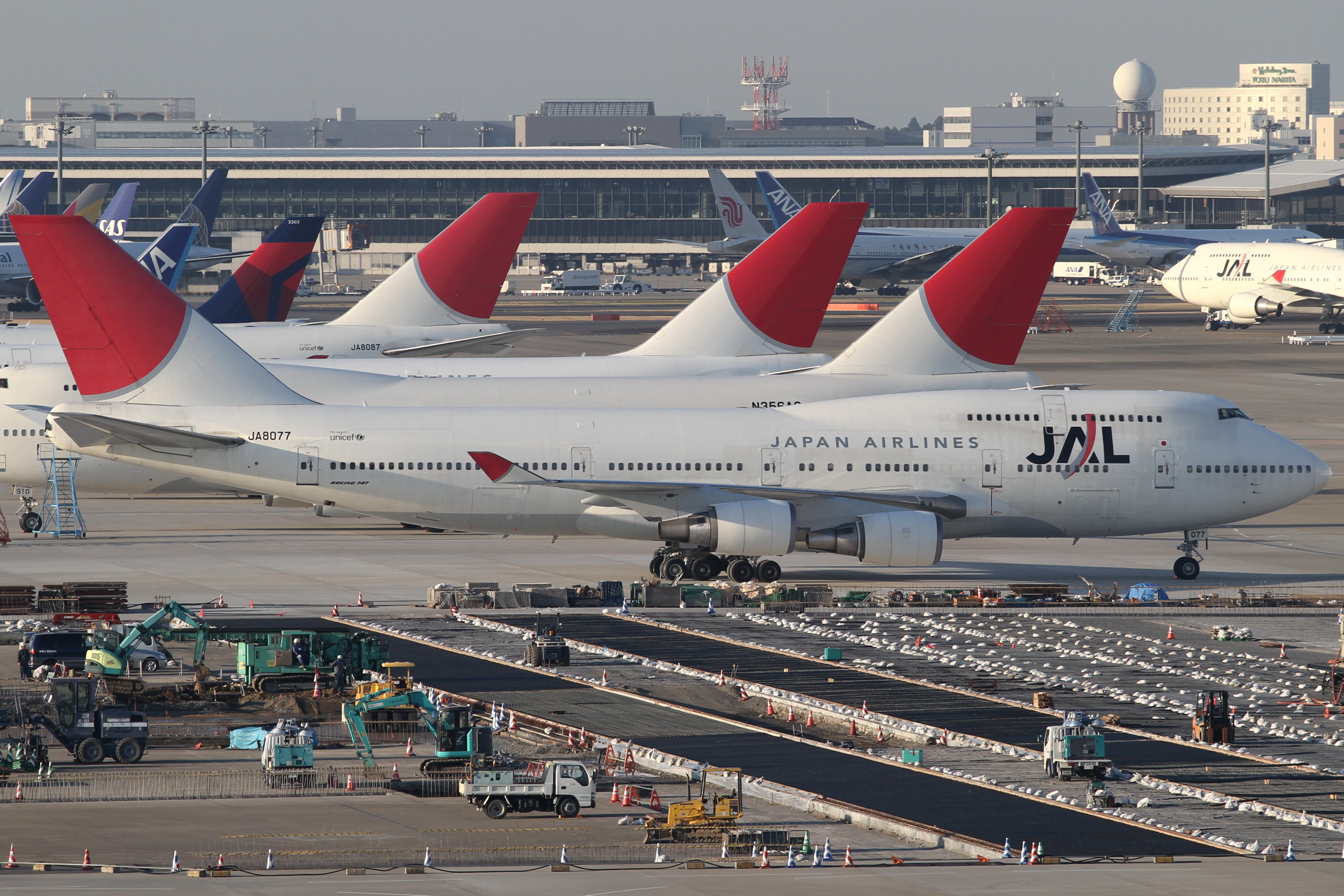
退役が迫り、成田の整備エリアに集まる747-400（2010年12月）

- - 国際線における主力機材の一つであり、長年に渡り日本航空のフラッグシップであった。国際線専用機として26機が就航していた。主に長距離路線に投入されていたが、777-200ER型機や777-300ER型機の登場でその役割を徐々に譲り、運航範囲は全盛期と比べて狭まっていった。貨物機へ改修された機材もある。経年化や運航コスト圧縮のために2011年3月1日、国際線運用としてホノルル発成田行のJAL75便、国内線運用として沖縄発成田行のJAL3098便を最後に全機退役した（往路便は共に2月28日に出発）[72][73]。 同機の退役により、同社のフリートから4発エンジン旅客機がなくなった[74]。
- ボーイング747-400D【8機】
  - ボーイング747SRに代わり、国内線運用機として導入された。ボーイング747-400との違いは、主翼端のウイングレットが取り付けられていないことである。同社の国内線向けの機体としては最大規模の機材であった。導入数は8機。有償座席数は退役時点で546席仕様（クラスJ：80席/エコノミー：466席）で運航された。主に東京 - 札幌・大阪（伊丹）・福岡・沖縄等の高需要路線（他には名古屋-沖縄）で運航された。しかし、2006年4月より前記の高需要路線の一つである伊丹空港で、4発エンジン機の就航が禁止になったことに加えて、300席から500席をカバーできるボーイング777-200/-300型機が台頭したことで国内線での活躍範囲が狭まっていった。機種削減のため、2011年2月18日の沖縄-東京線のJAL914便を最後に定期便路線から退役した（同年2月19・20日には、退役ツアーが行われた[75]）。1972年8月1日に東京 - 沖縄線で国内線就航を開始して以来（当時は在来型）、この-400D型機の退役により同社のボーイング747による39年の国内線運航の歴史を終えた。
- マクドネル・ダグラスDC-10-40【20機】
  - 1976年から1980年代中盤にかけて-40型を導入し、国際線の他、センターギアを外して国内幹線に使用した。日本航空の子会社のJALウェイズや日本アジア航空でも一時期使用されたが、2005年10月31日をもって全機退役した。この型の退役により、日本の航空会社の所有機から3発エンジン旅客機が完全に消滅した。
  - ノースウエスト航空への納入機材を-20と考えると、-40としては日本航空がローンチカスタマー。他にアメリカトランス航空がごく少量購入したが、-40を導入したのはほぼ日本航空のみ。現在は一部がアエロフロート・ロシア航空へ売却され、その高いエンジンパワーを生かして貨物機として使用されている。
- マクドネル・ダグラスMD-11【10機】
  - DC-10-40の後継機としての役割の他、ボーイング747ではキャパシティオーバーな長距離欧米路線を担う新型中距離機材として1994年から1997年にかけて計10機を導入。鶴丸塗装時代のニックネームは「J-Bird」で、各機には日本野鳥の会の協力で選ばれた日本の貴重な野鳥の名称と、その野鳥のイラストが描かれた。しかし、ボーイング777など経済性で勝る双発機の洋上飛行規制の緩和によって経済的に不利となったことから順次退役し、2004年10月12日に香港 - 成田線730便を最後に退役。このときの使用機は同社所有機の中で唯一サンアーク塗装に変更されたJA8582（愛称「タンチョウ」）であった。
  - 日本航空では10年ほどの就役期間で、DC-10より後に導入されながら先に退役した短命な機体となった。退役後は全機がUPSに売却され貨物機に改造されており、事故で全損した1機を除き、全機が現在もUPSで運用されている。
- エアバスA300B2/B4
  - 旧日本エアシステムから引き継いだ機材で、吸収合併後短期間で退役した。
- エアバスA300-600R【22機】
  - 旧日本エアシステムから引き継いだ機材。最大で22機が在籍していた。通常は290席仕様（クラスJ：34席/エコノミー：256席）で、主に羽田空港ベースで運航されていた。機種削減のため、2011年5月31日のJL1208便（青森→羽田間）を最後に退役[76]。当初は同年3月26日に退役する予定[77] であったが、同年3月11日に発生した東北地方太平洋沖地震による東北方面便の機材大型化の目的で、その後も引き続き使用されたため、退役が延期された。
- ボーイング737-400【7機】
  - 「フラワージェット」の愛称があり、機体ごとに花の愛称があった。全機体がJALエクスプレスに移管。
  - なお、1978年には当時の南西航空から導入間もない737-200（機体番号：JA8443）を夏季の約3か月間ウェット・リースしたことがある。南西航空の塗装を一部改変した[78] いわゆるハイブリッド塗装であった。
- マクドネル・ダグラスMD-81【11機】
  - 旧JASから引き継いだ機材であり、ローカル線子会社のJALエクスプレスでも運航されていた。2010年9月30日に退役した。
- マクドネル・ダグラスMD-87【8機】
  - 旧日本エアシステムから引き継いだ機材。退役時点で日本航空インターナショナルが保有していた機材の中では最小（134席仕様）であり、従来のMD-80シリーズの航空機と比べ胴体が大幅に短縮されたことにより、離着陸性能が向上したことから比較的滑走路の短い路線で運航されてきた。しかし、原油価格の高騰の中で1座席当たりの運航コストが相対的に高いことから先輩機のMD-81よりも早く全機退役させることが決まった。2007年7月に1機がオリエント・タイ航空へ売却されたのを皮切りに、最後の1機も2008年3月31日の南紀白浜 - 羽田線1386便を最後に退役した[79]。
- マクドネル・ダグラスMD-90【16機】
  - 旧JASから引き継いだ機材。正式なスペックはMD-90-30型である。かつて旧JASが黒澤明がデザインした塗装「7色の虹」を施し、運航したことでも有名な機材。通常は150席仕様（クラスJ：18席/エコノミー：132席）で運航される。JA8070は2012年9月に鶴丸塗装になった[76]。機種削減のため2013年3月30日まで退役し、デルタ航空へ売却された。
- ボーイング767-200【4機】
  - 1985年から導入されたボーイング767の初期型。よりキャパシティが大きい767-300の導入が進んだために3機のみが導入され、2010年3月に全機退役。なお、1993年から1994年にかけて2機が日本トランスオーシャン航空へリースされていた。
- ボーイング767-300【20機】[注釈 22]
  - A300-600Rの退役後、準幹線の主力機として運用されていた。エンジンは当初747クラシックと同様にJT9Dを採用していたが、1994年の生産終了後は747-400と合わせる形でCF6を採用している。順次退役が進み、2021年7月迄に全機退役した。
- ボーイング777-200【15機】
  - 旧JALと旧JASの両方で使用されていた機材。旧JALの機材はファーストクラス設定のために改修され375席仕様（ファーストクラス：4席/クラスJ：82席/エコノミー：279席）となり、総席数は397席から減少したが、クラスJは6席減にとどめられた。また、旧JASの機材も順次改修され2012年度までにJAL機同様ファーストクラス装備の375席仕様とされた。この型が国内線機として最後の旧世代「鶴丸」塗装機（機体番号：JA8985、愛称：プロキオン）だった。羽田 - 伊丹・新千歳・福岡・那覇線の幹線に投入されていた。A350-900の導入に伴い2022年度末に全機退役予定であったが、搭載エンジントラブルに伴う飛行禁止措置により運航再開が見通せないことから当初計画より前倒しして2020年度末に全機退役した[80]。
- ボーイング777-300【7機】
  - 同機が退役するまで国内線機材としては最大規模かつ最大座席数を誇っていた機材。座席数はかつて使用されていた747-400D型より1割少ない500席仕様（クラスJ：78席/エコノミー：422席）であり、羽田 - 那覇線、伊丹 - 那覇線を中心に集中して投入されていた。こちらもA350-900の導入に伴い2022年度末に全機退役予定であったが、上記のトラブルに伴う飛行禁止措置により運航再開が見通せないことから当初計画より前倒しして2020年度内に全機退役した[80]。
- ボーイング777-200ER【11機】
  - 国際線機材の1つで、プレミアムエコノミーを装備した3クラス236席仕様と2クラス312席仕様があった。主に羽田 - 上海 (虹橋)・香港線などの短距離路線、成田 - バンコク (スワンナプーム)線などの中距離路線に投入されていた。新型コロナウイルス感染症の影響により236席仕様の機体は全機退役。312席仕様の機体は国際線仕様のまま国内線に配置転換され、末期は国内線で主に運用されていた。312席仕様の機体も国内線仕様のエアバスA350-900型機への置き換えに伴い、2023年末までに全機退役した（当初は上半期期間中の予定であったが、台風等の影響も考慮された）。最後まで残ったのはJA703Jで、2023年11月12日の那覇発羽田行きJL916便を最後に引退した[81]。

### 貨物機
北東アジアや東南アジアの中小規模路線ではボーイング767-300F型機を、大規模路線ではボーイング747-400F型機を運航していた。なお貨物専用機による運航は同社の経営破綻に伴う事業見直しの関係で、2010年10月31日を最後に一旦終了した。
- ボーイング747-400F【2機】
  - 機首に貨物用ドアが設けられたボーイング747-400型機の貨物仕様。
- ボーイング747-400BCF【5機】
  - 同社保有の旅客型747-400を貨物型に転用した仕様。
- ボーイング767-300F【3機】
  - 中小規模の貨物路線用に導入された機材。

### 機材画像

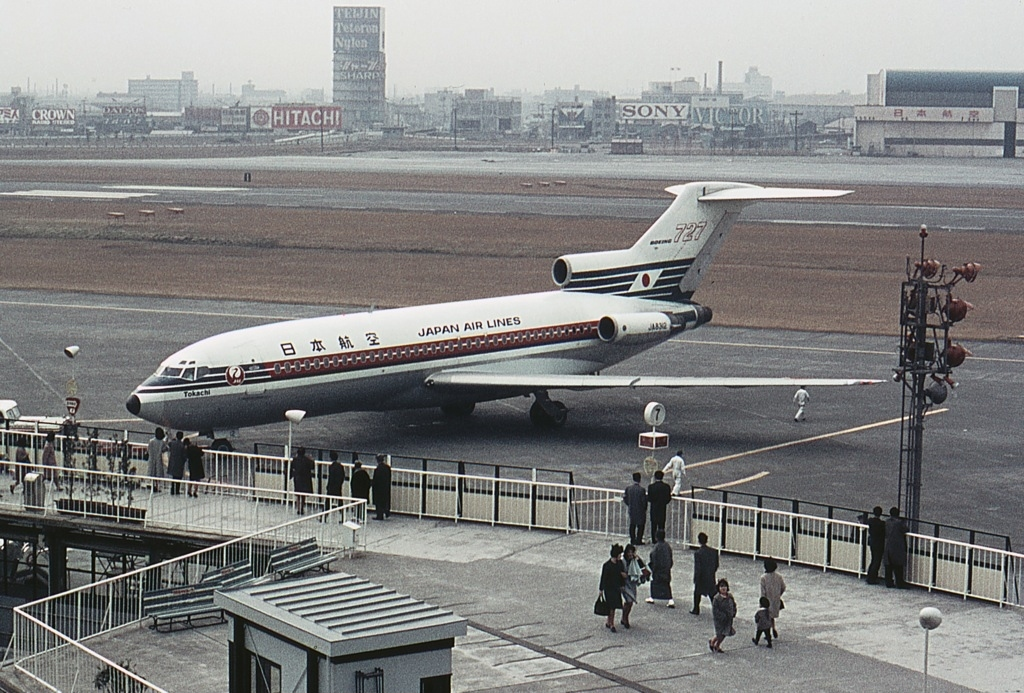
ボーイング727-46
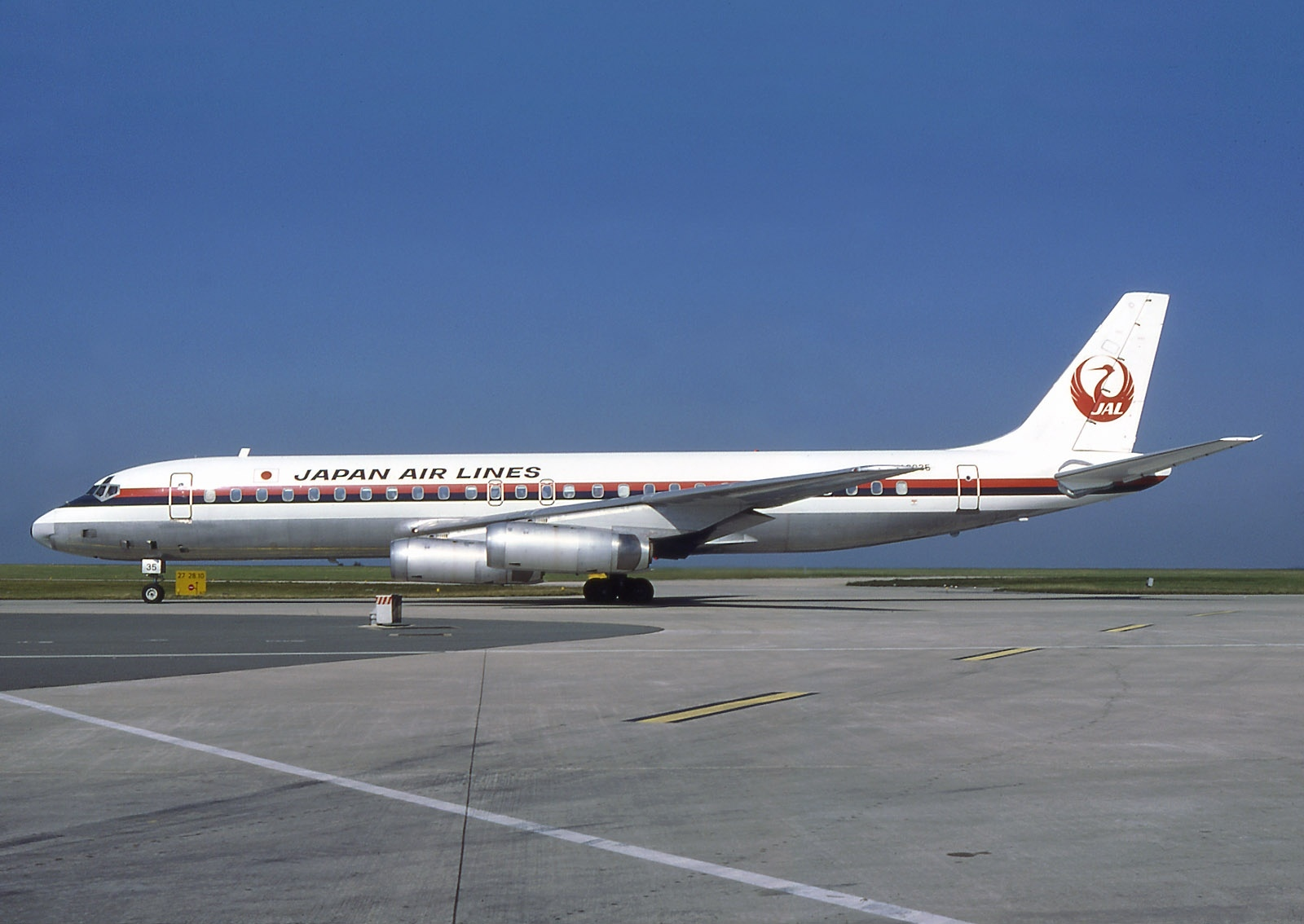
ダグラスDC-8
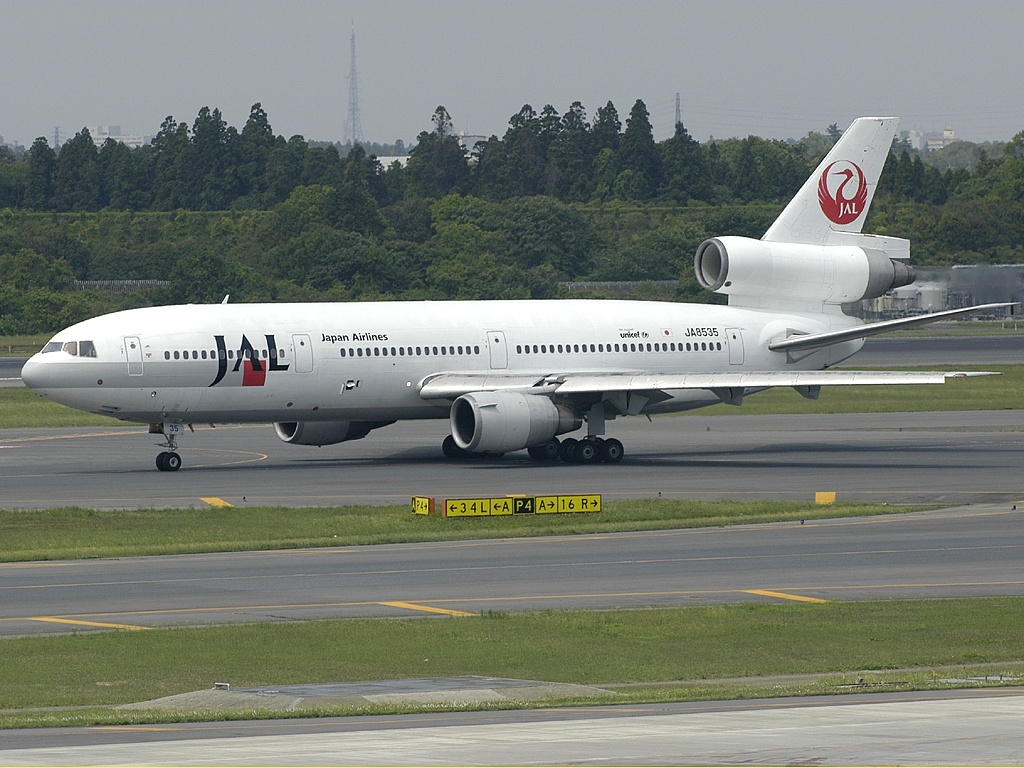
マクドネル・ダグラス DC-10
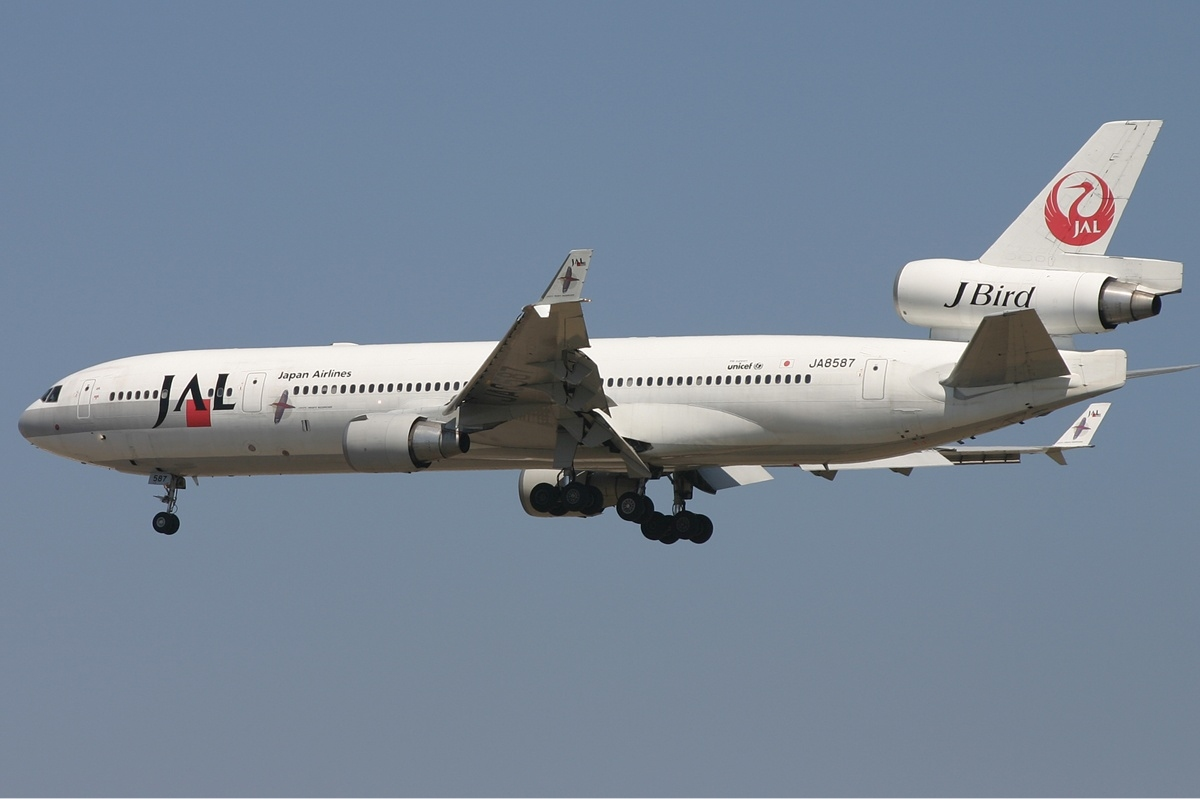
マクドネル・ダグラス MD-11
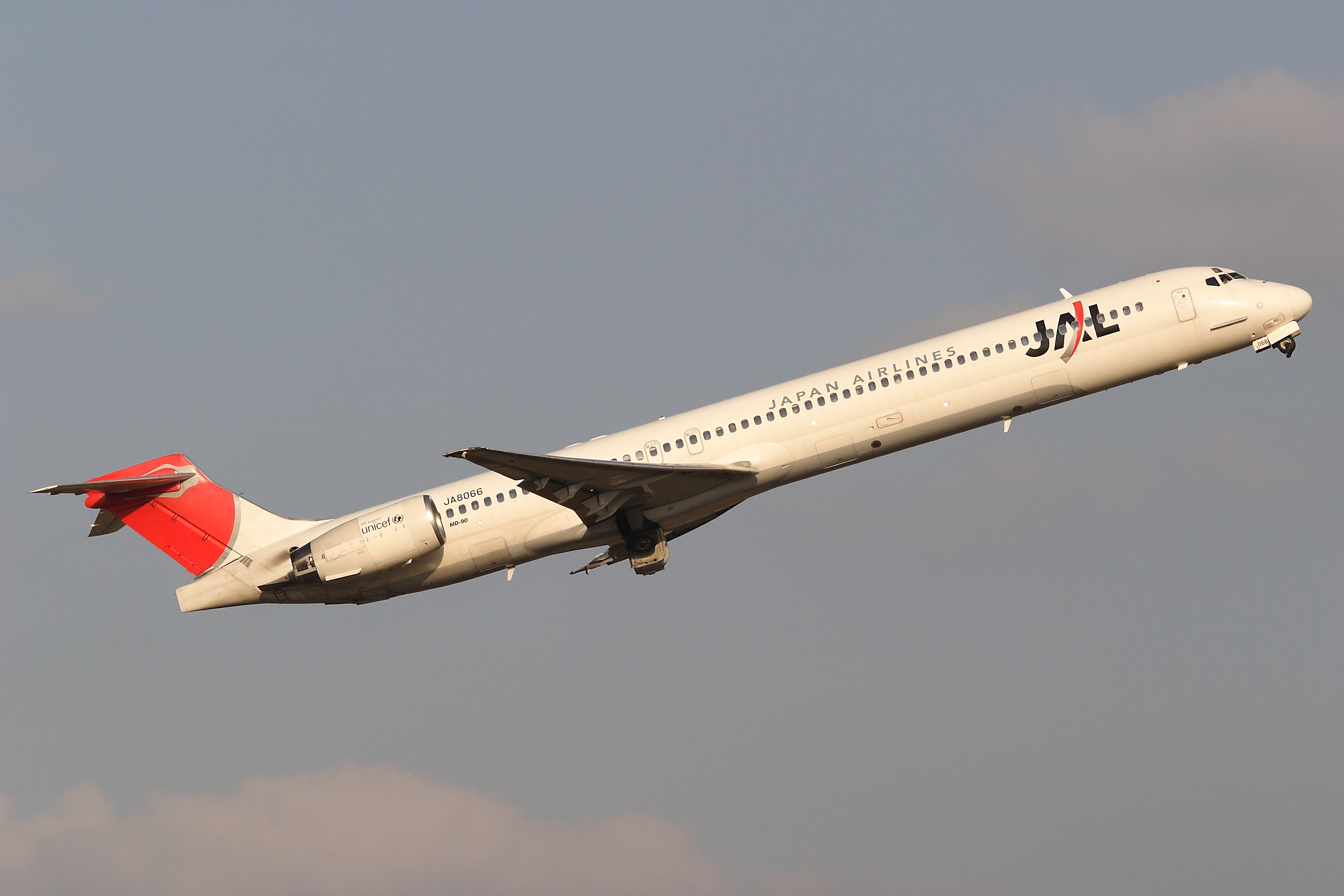
マクドネル・ダグラス MD-90
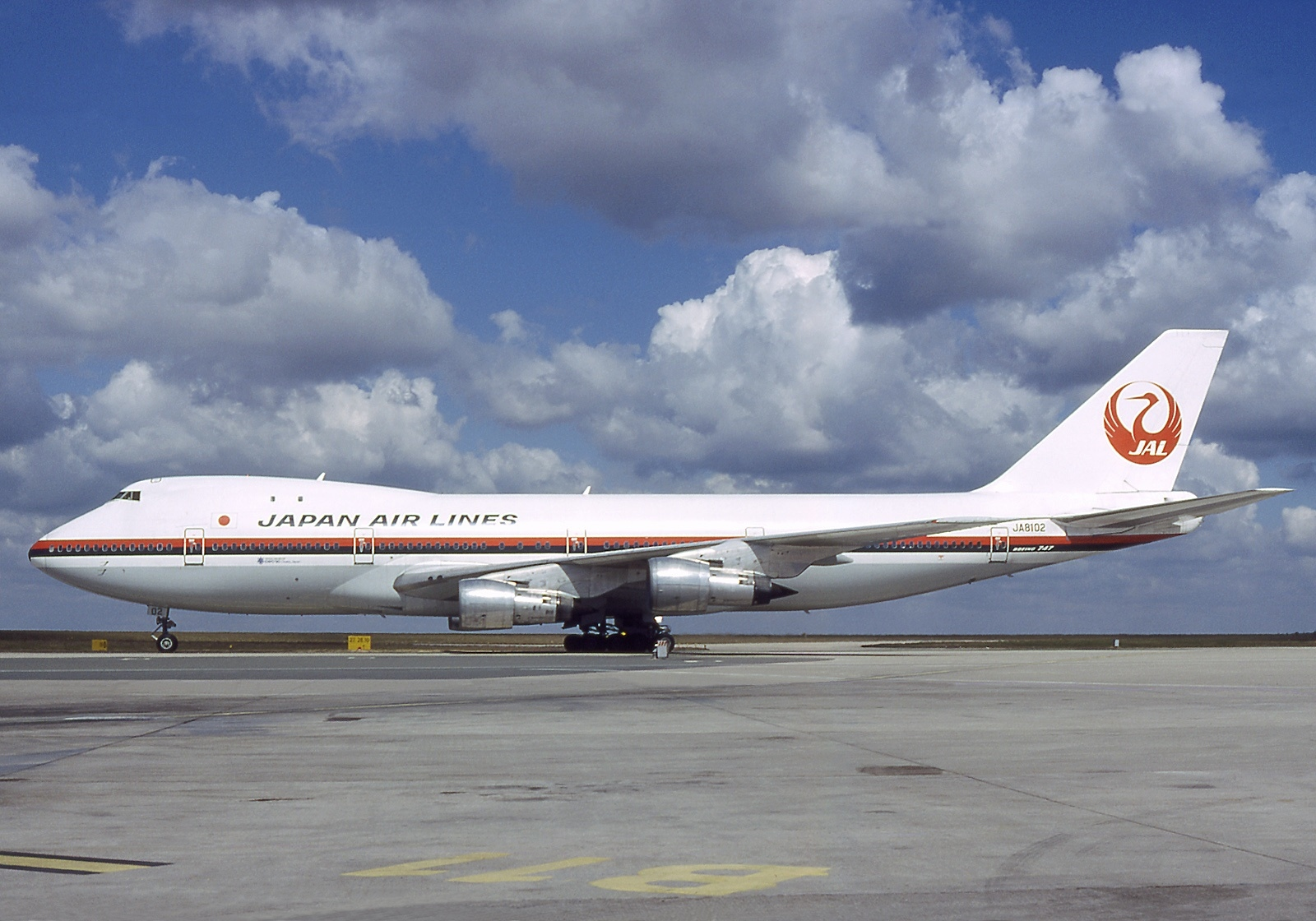
ボーイング747-100
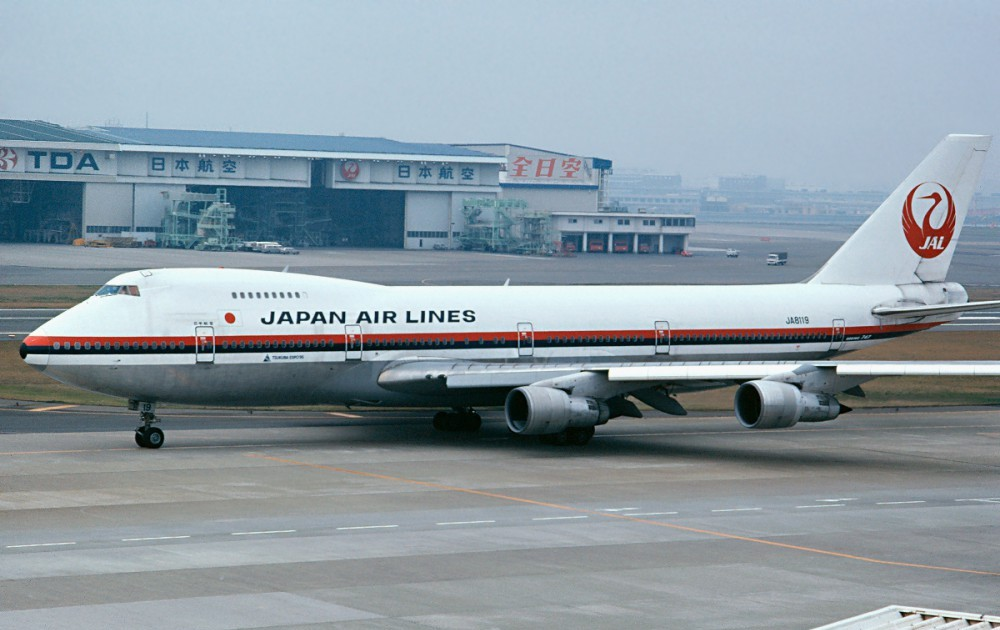
ボーイング747SR
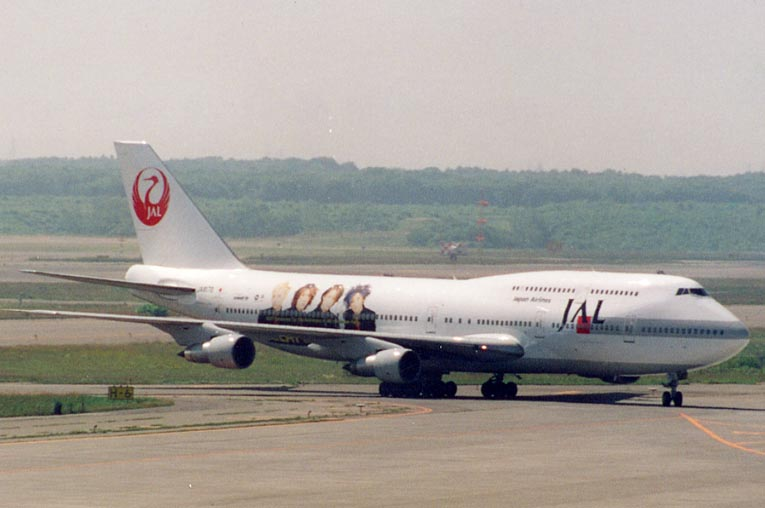
ボーイング747-100B/SUD
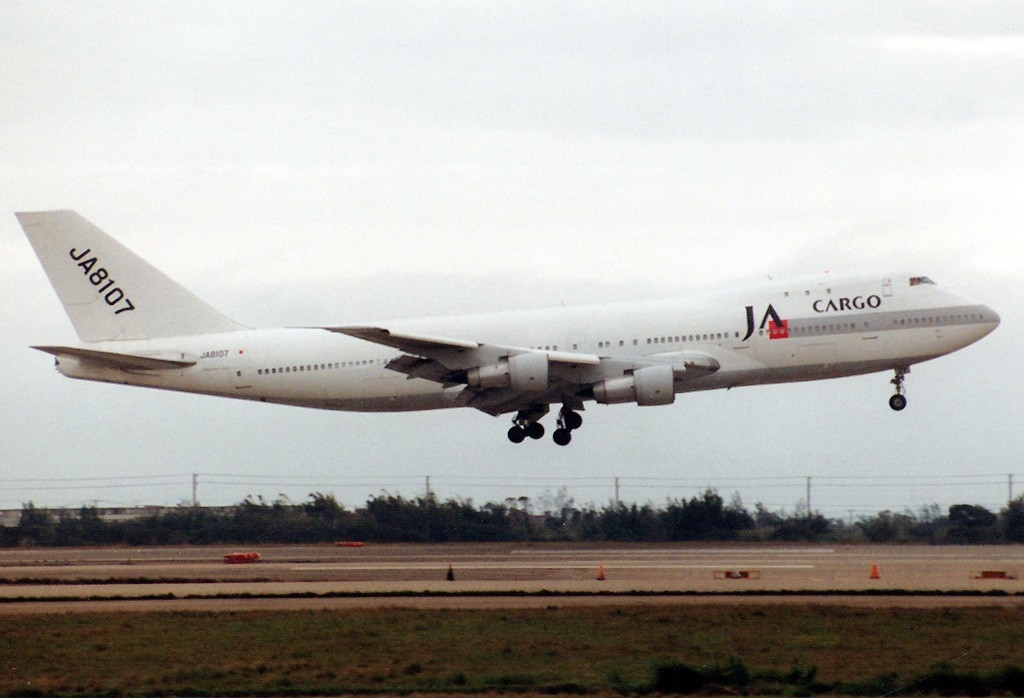
ボーイング747-100F
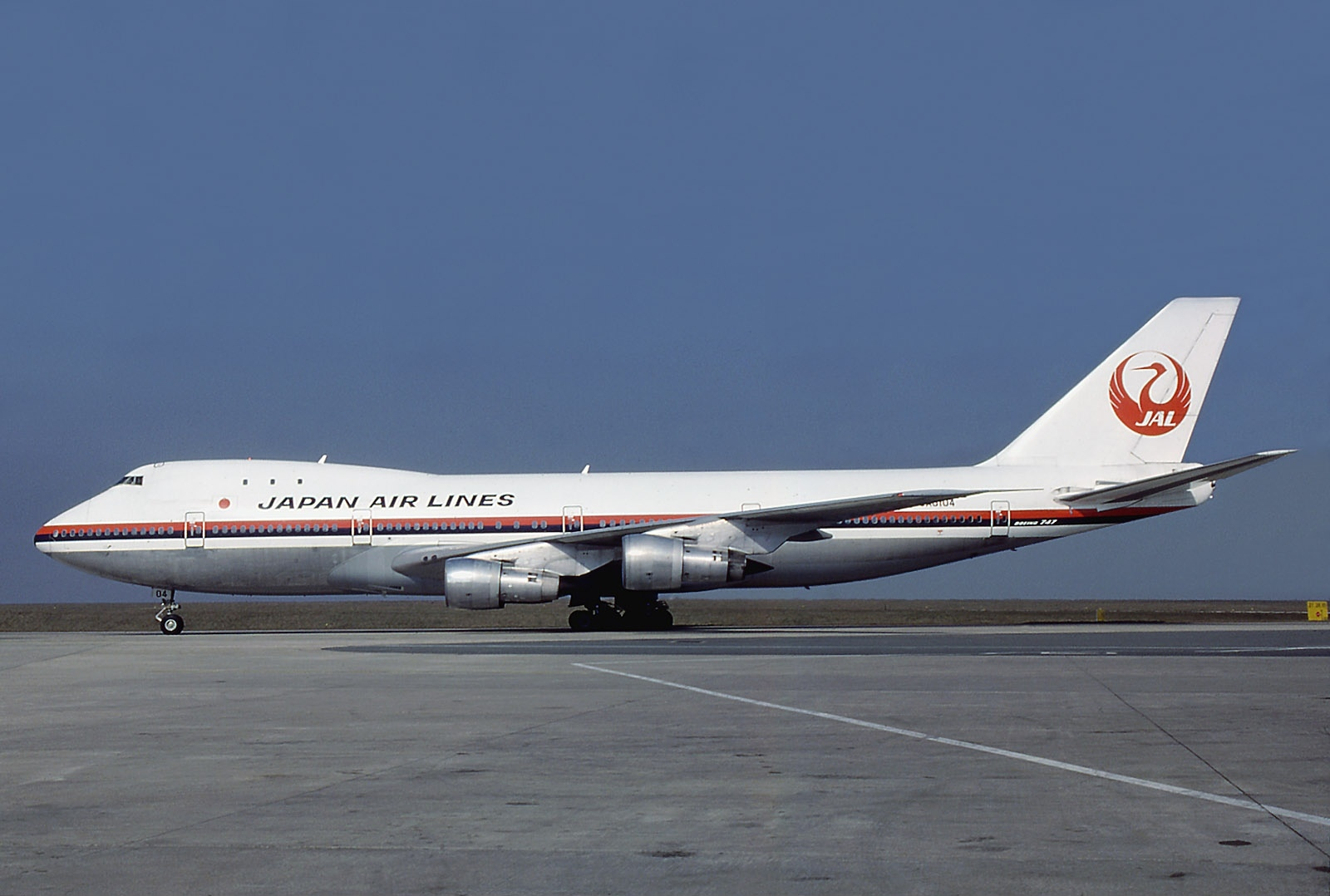
ボーイング747-200B
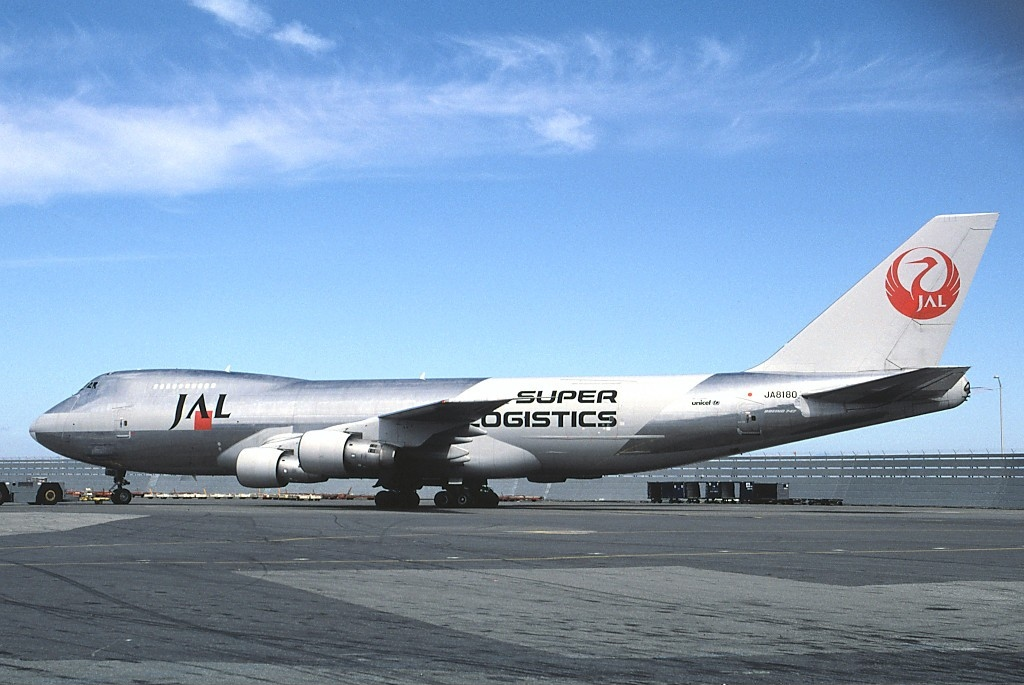
ボーイング747-200F
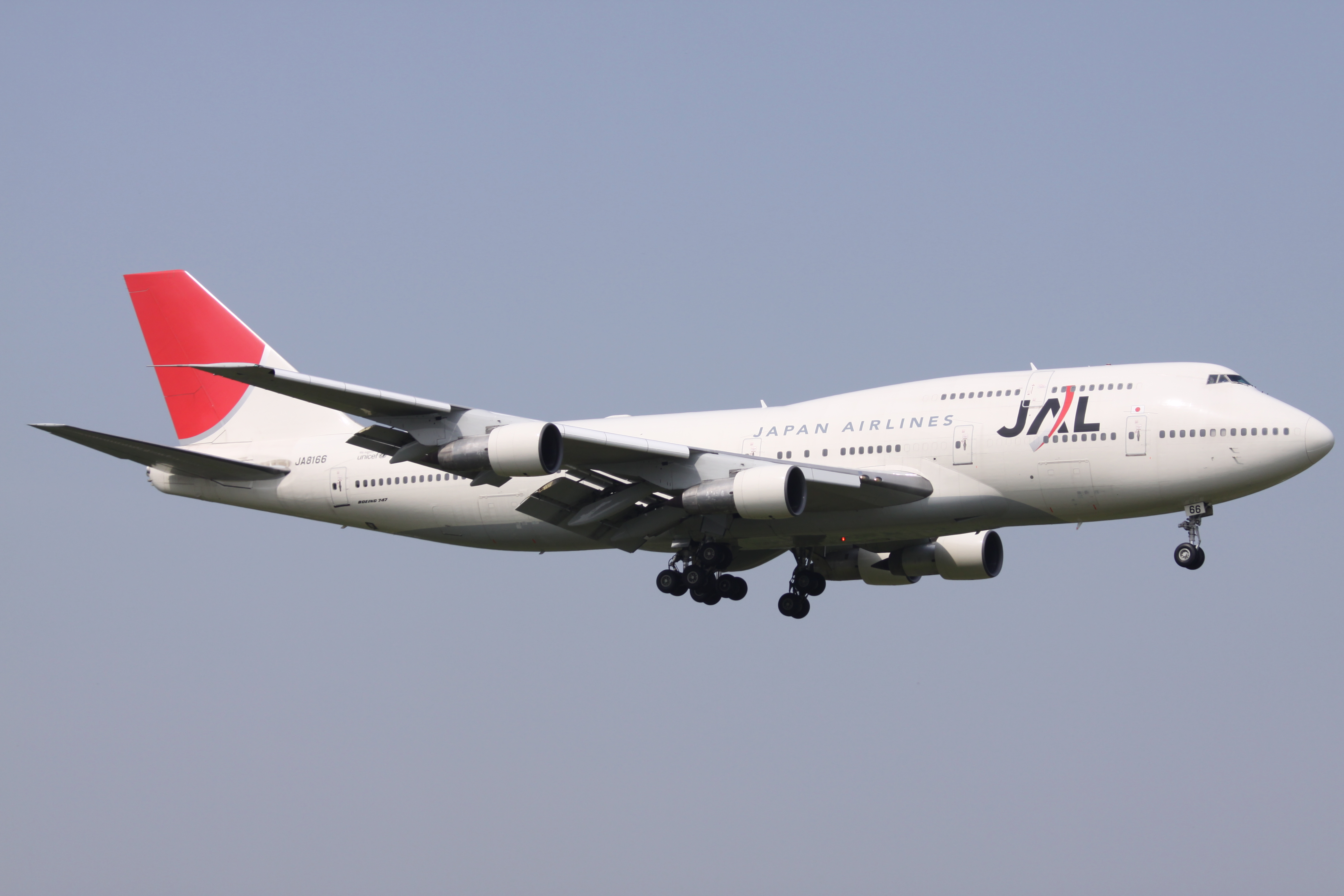
ボーイング747-300
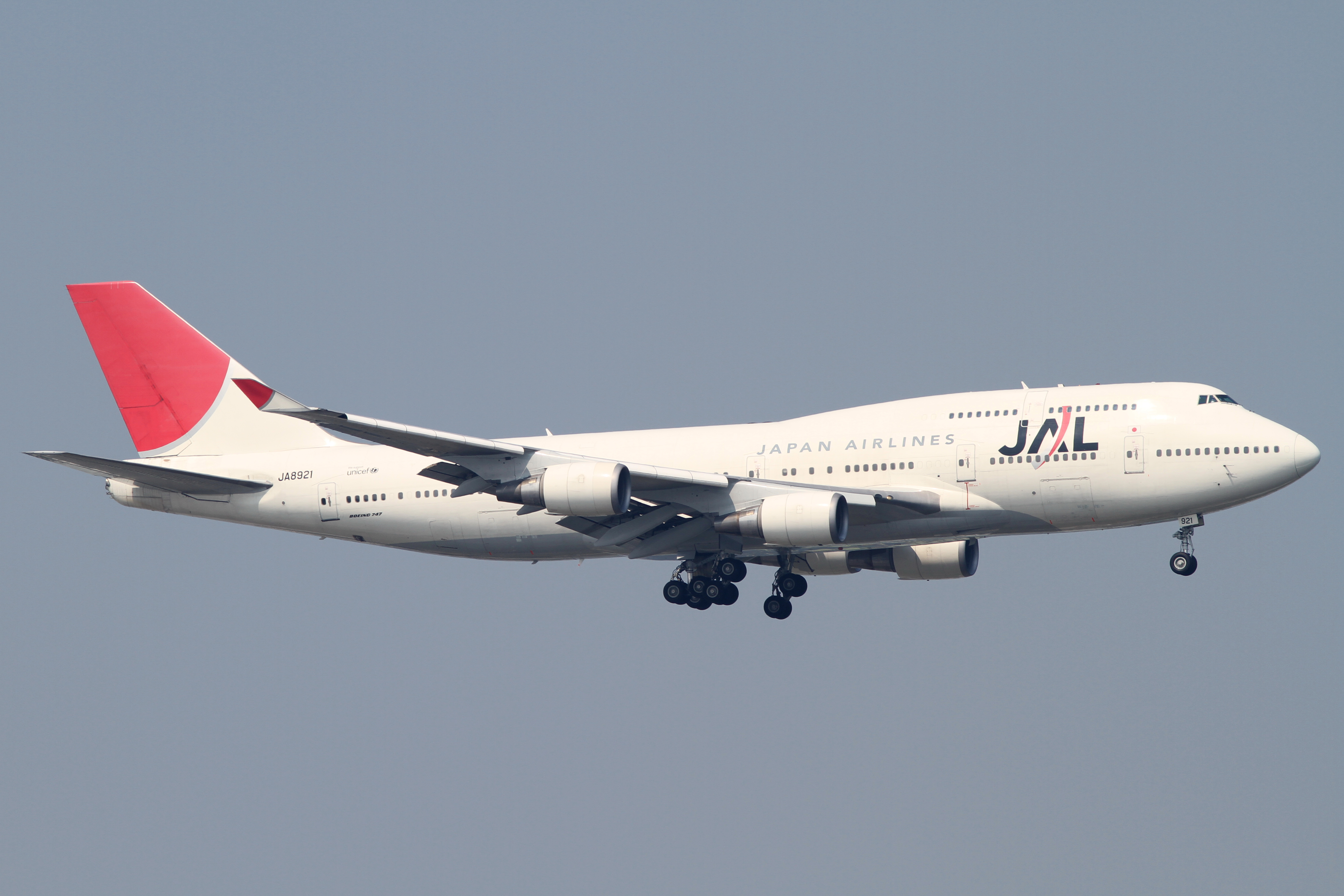
ボーイング747-400
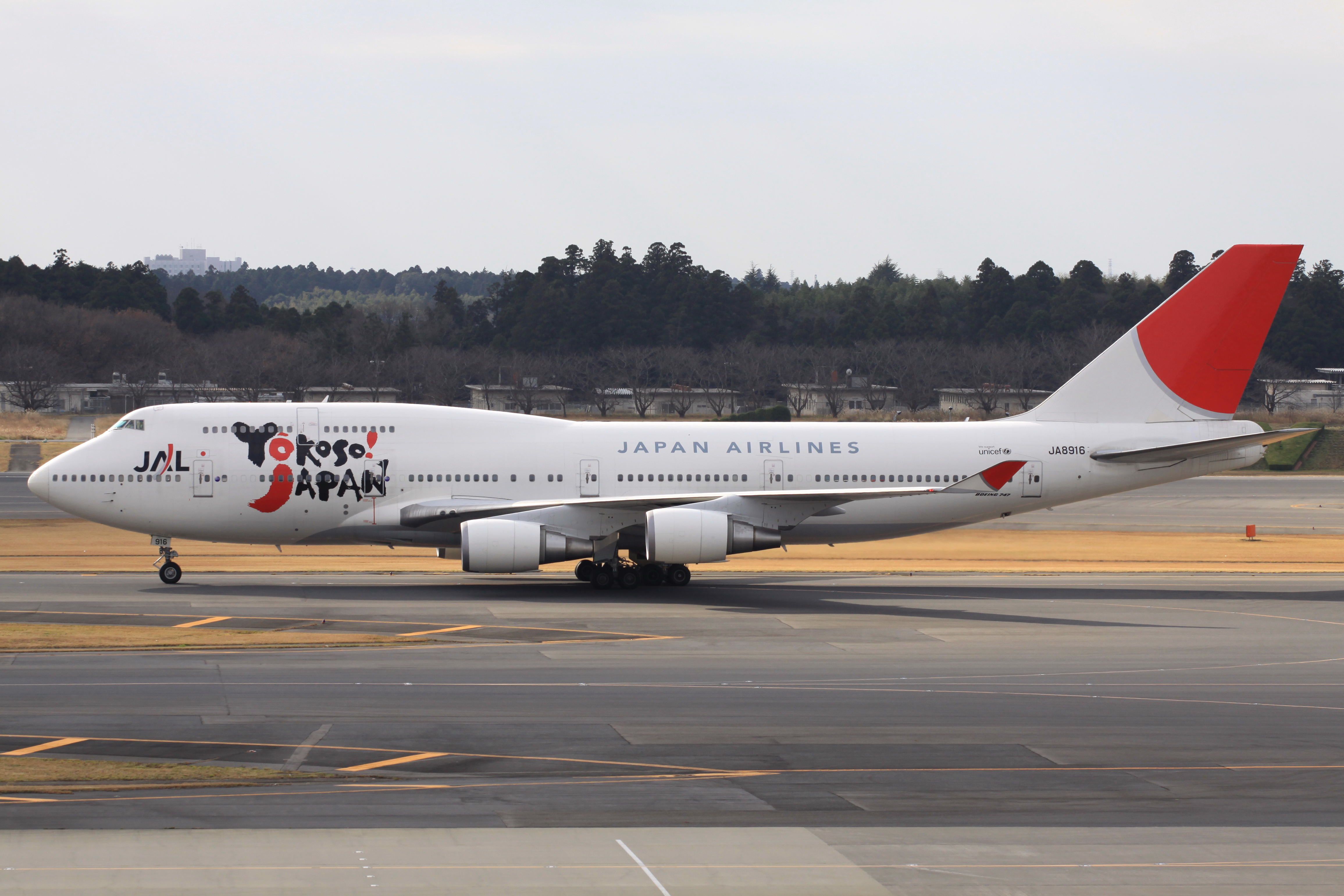
ボーイング747-400（特別塗装・YŌKOSO! JAPAN）
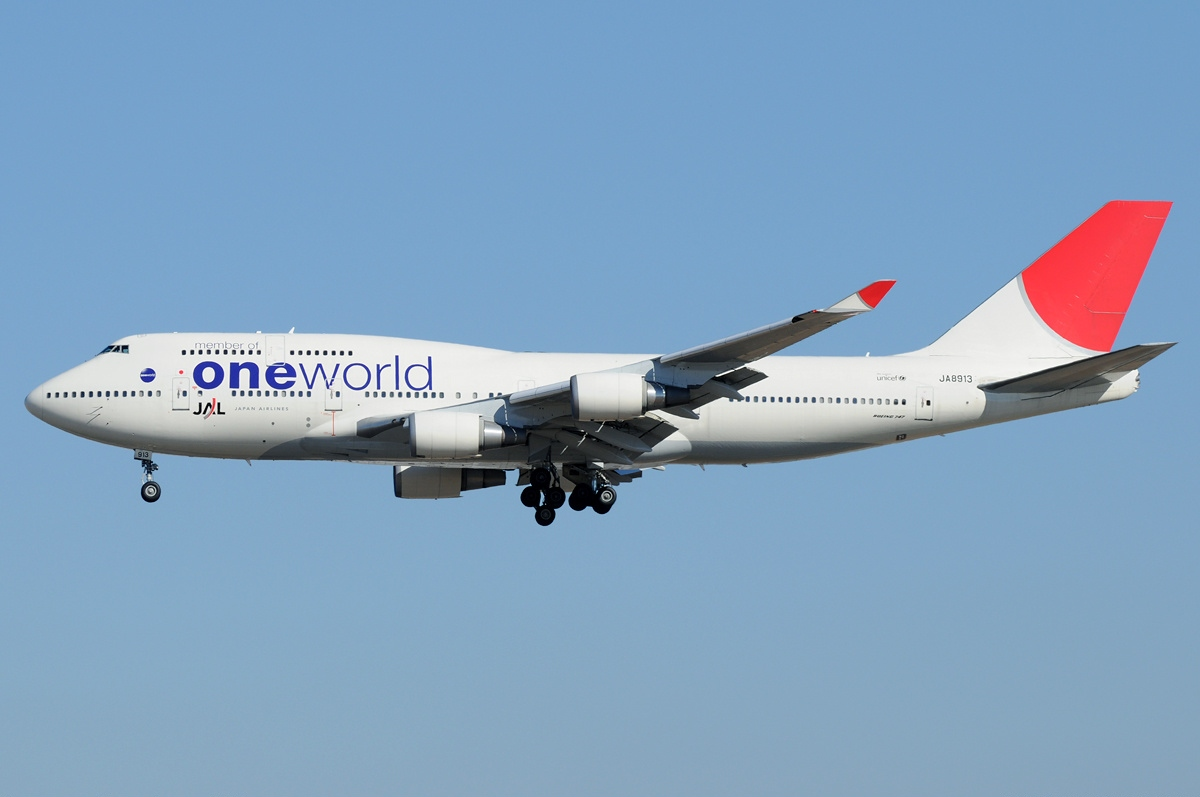
ボーイング747-400（ワンワールド塗装）
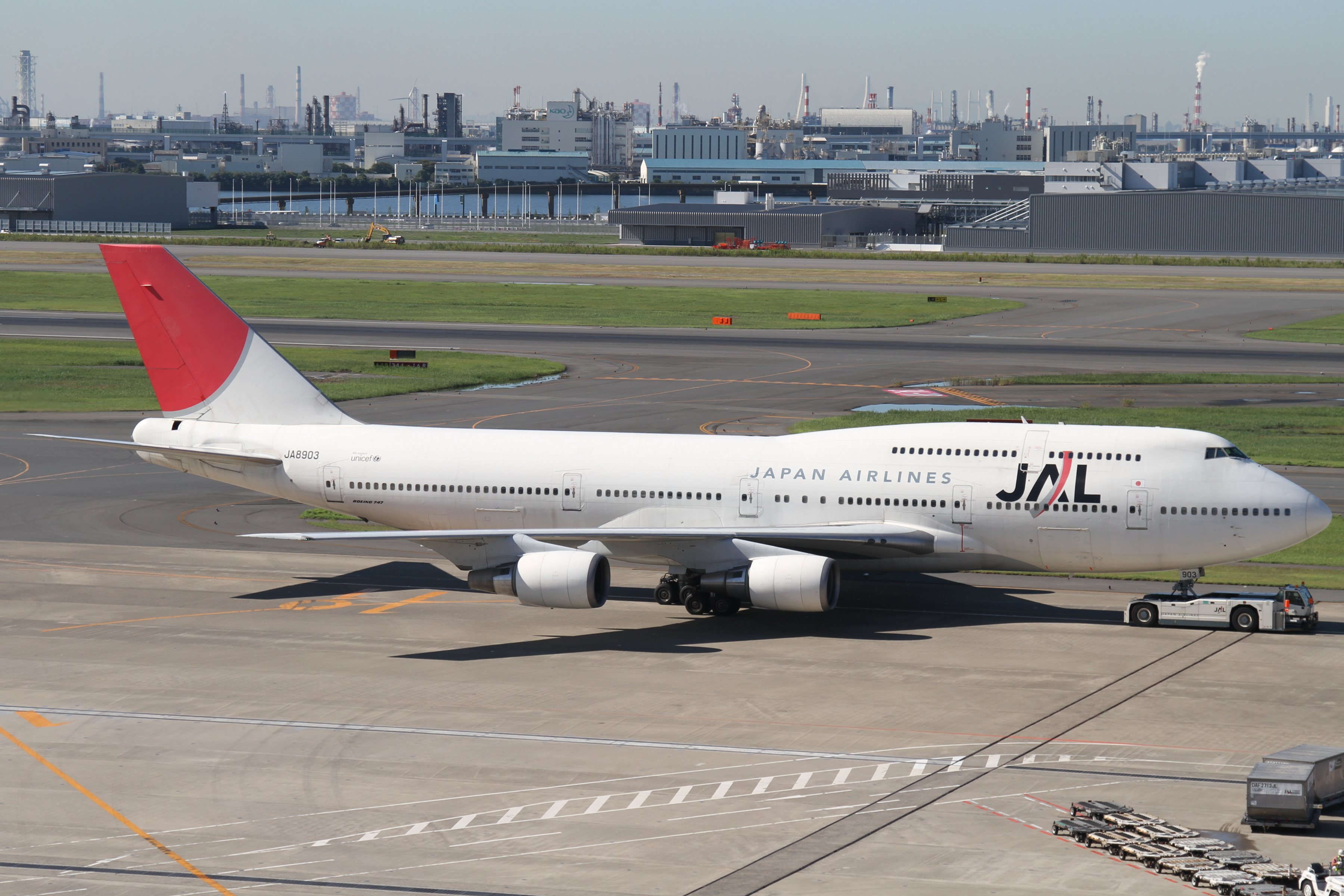
ボーイング747-400D
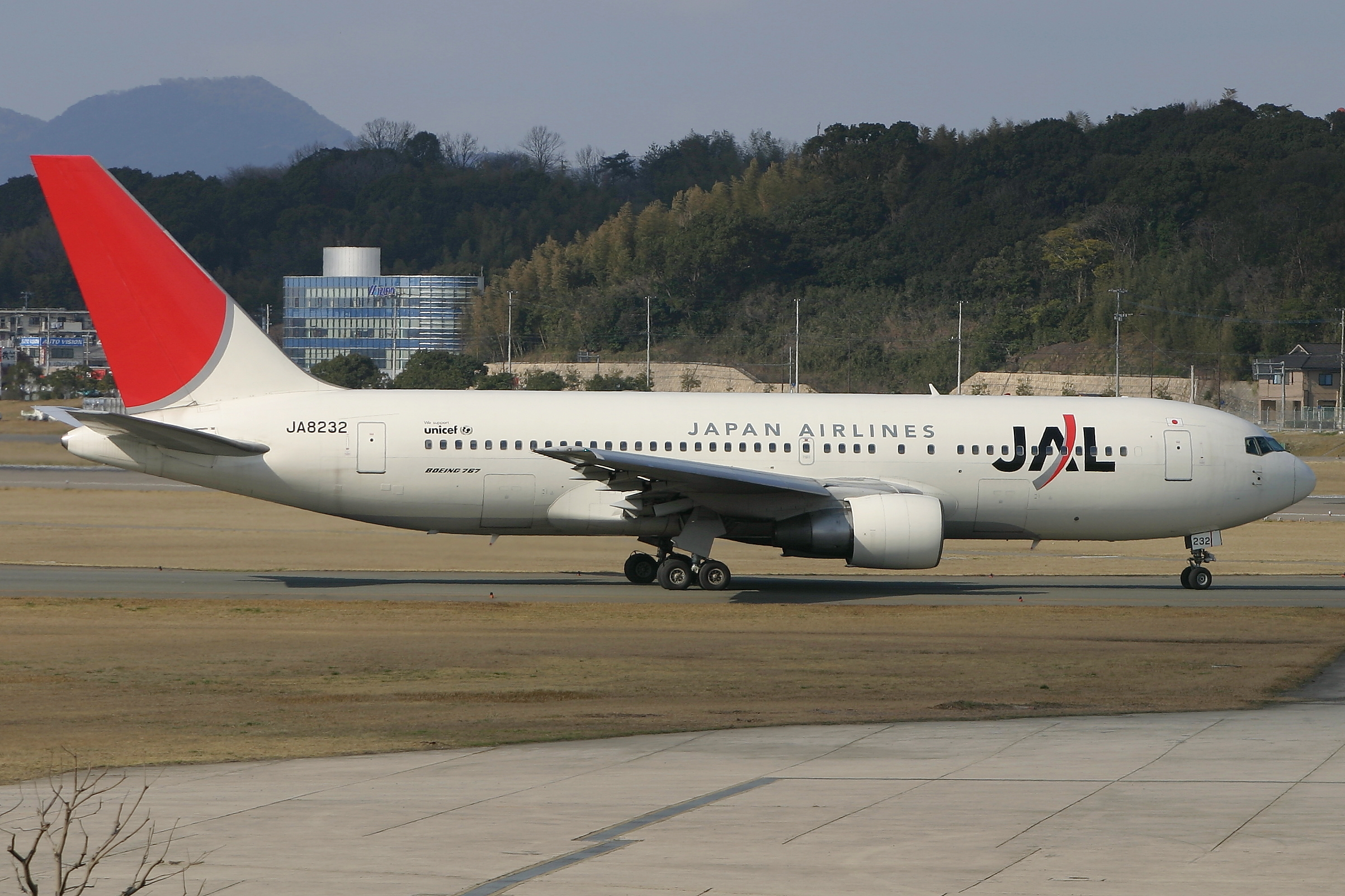
ボーイング767-200
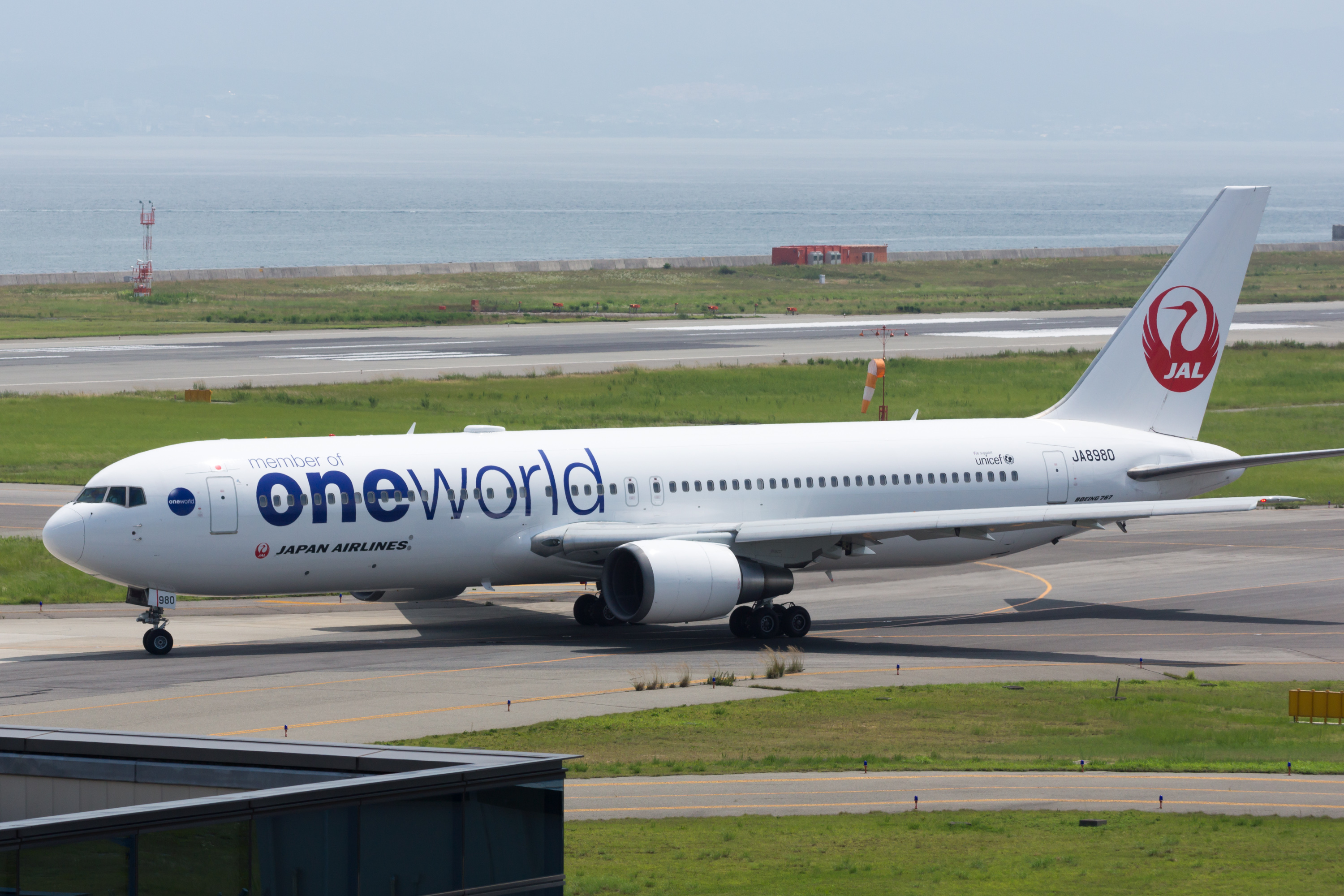
ボーイング767-300（ワンワールド塗装）
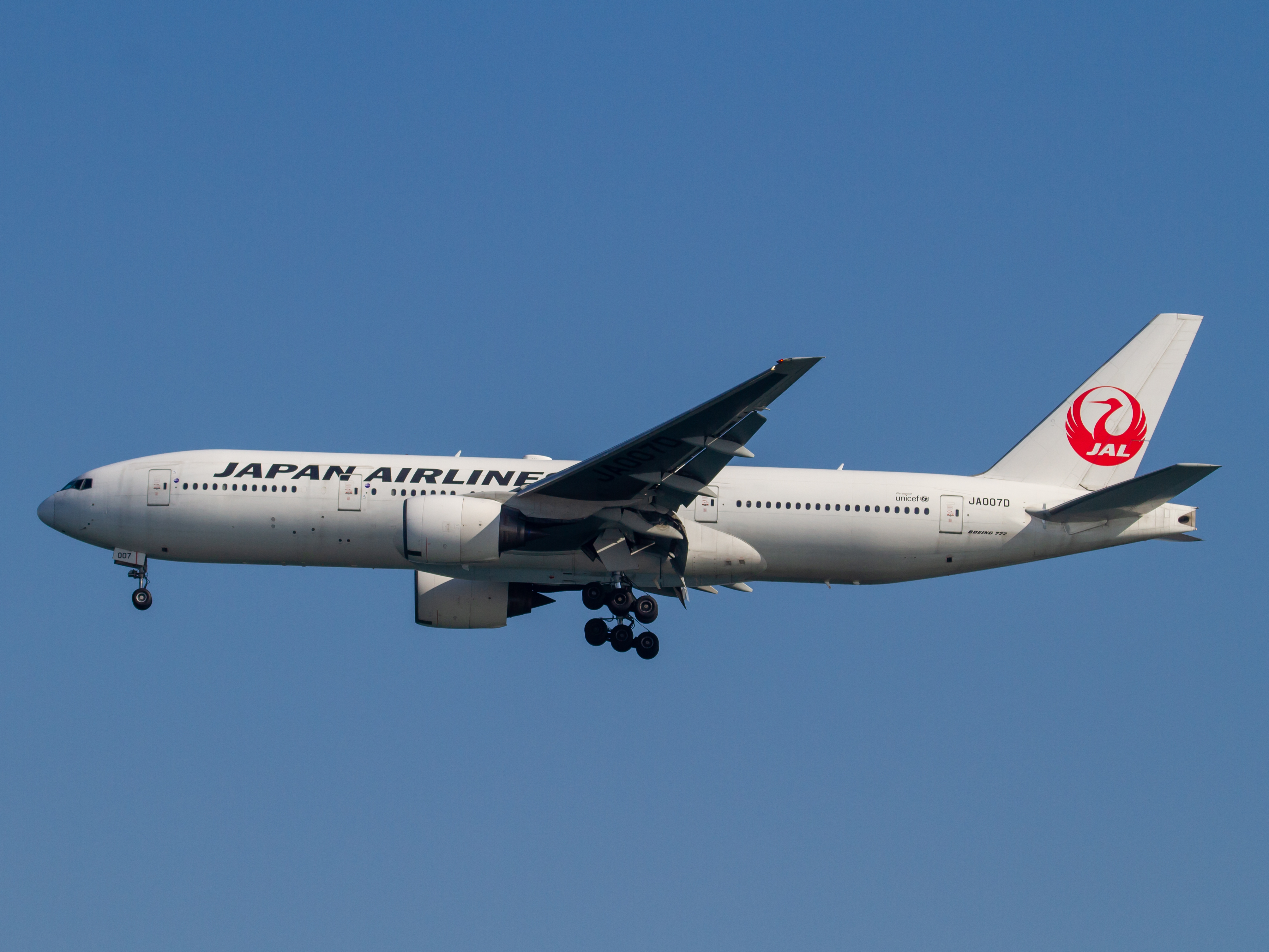
ボーイング777-200
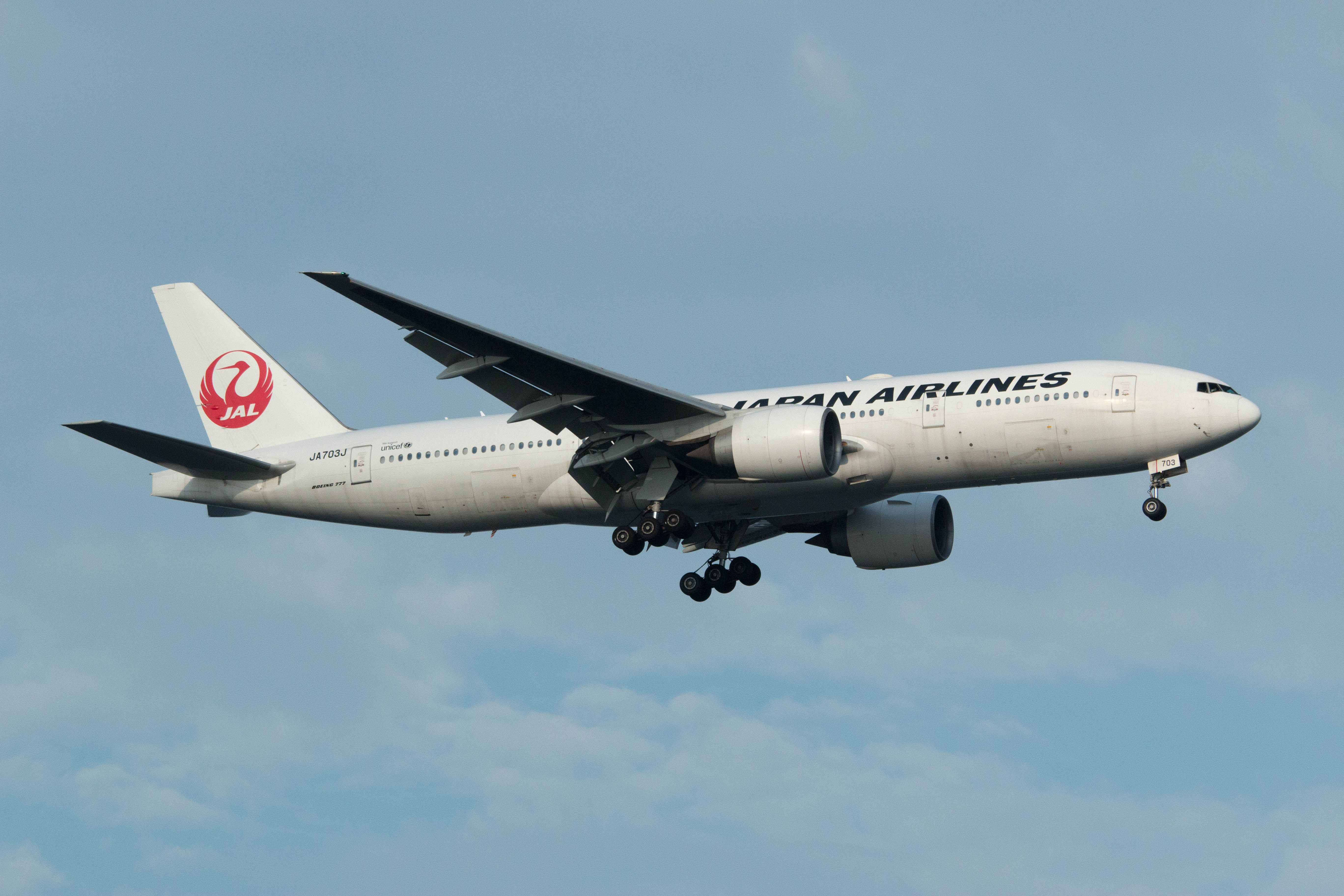
ボーイング777-200ER
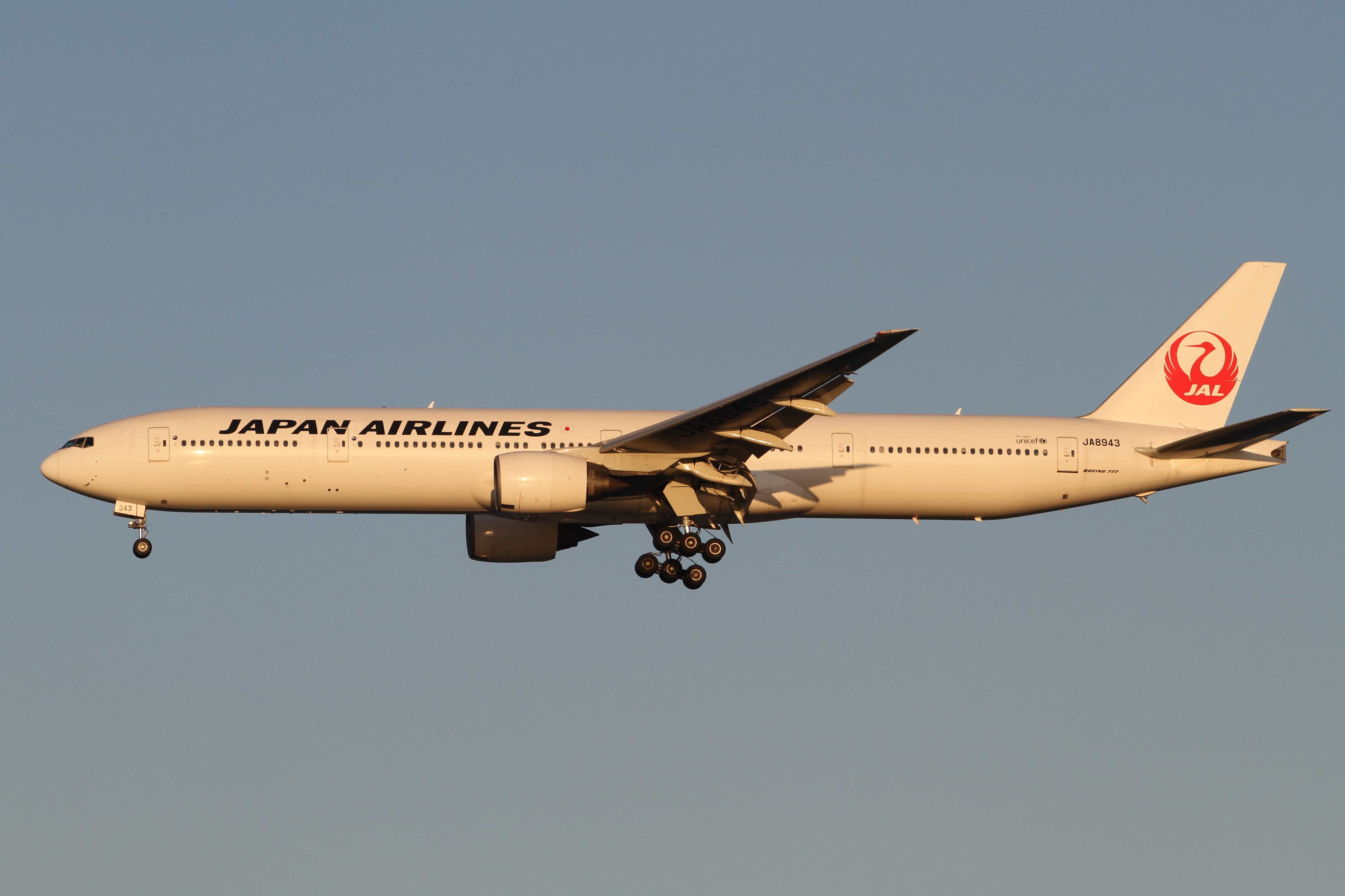
ボーイング777-300
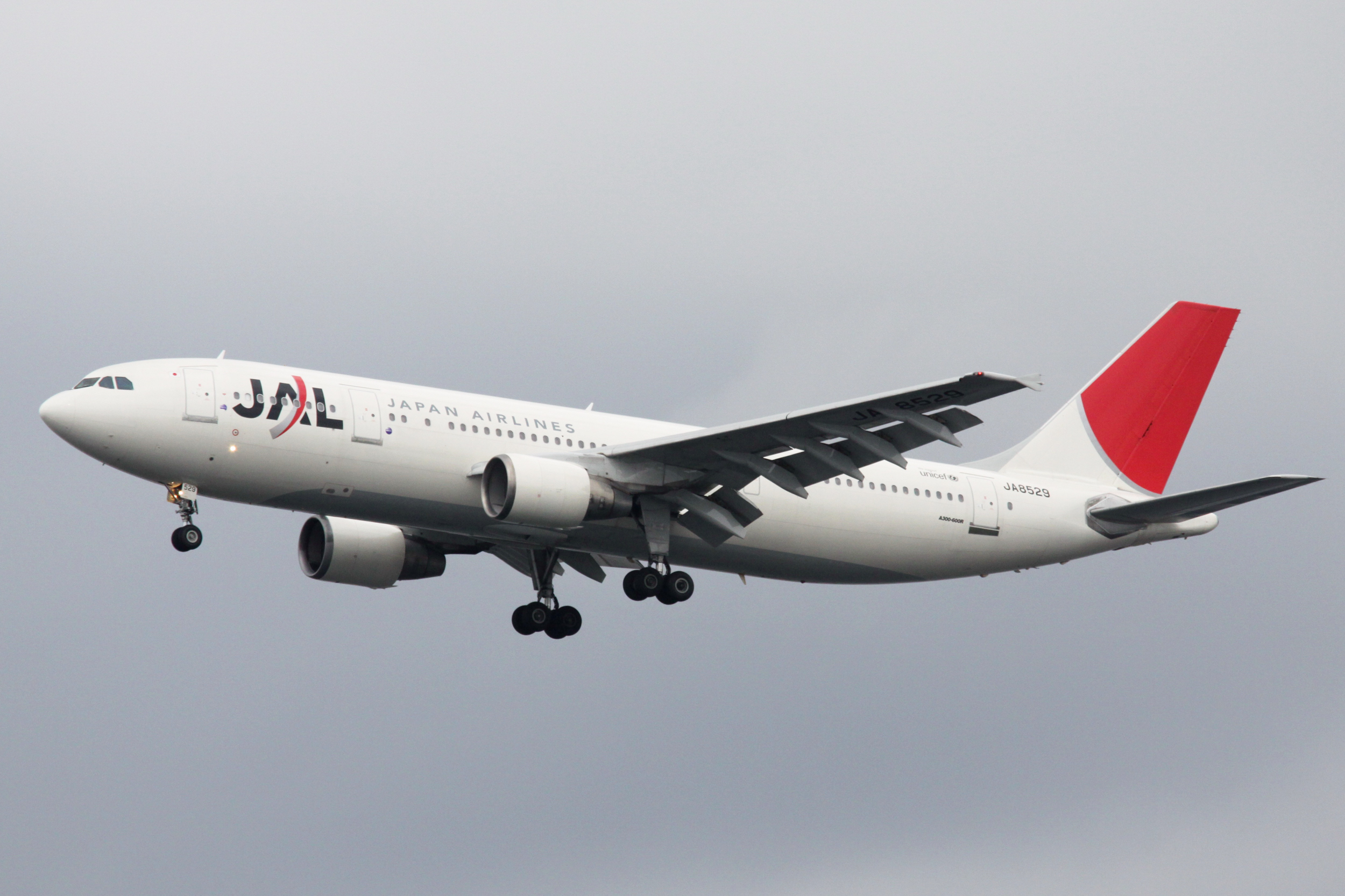
エアバスA300-600R

### 訓練専用機材
- ビーチクラフト・AT-11型
  - 1952年に導入。
- ビーチクラフト・ツインビーチ
  - 1957年に導入。
- ビーチクラフト・H-18
  - 1967年に導入。
- ダッソー ファルコン 20

### 導入を断念した機材
- デ・ハビランド DH.106 コメット
  - 1952年5月に路線就航をスタートさせたデハビランド・コメットは、世界初の実用ジェット旅客機として世界中の航空会社からの注目を集めた[83]。この頃に航空活動の再開が許可された日本においてもそのような出来事は珍しくなく、日本航空は1952年8月、コメット2を2機発注した[83][注釈 23]。しかし、コメットは1953年に事故が相次いだため、多くの航空会社は発注を取り消し、日本航空もその1社となった[83]。まさに幻の機体である。当時発表された 日本航空のコメット想像図（外部リンク）においては、胴体に描かれる線はDC-6等他の機体と異なり、紺色の帯が入っていた一方で中央の白く細かいラインはない[83]。垂直尾翼はさらに違いが歴としており、画像がモノクロのため正確な色は不明だが、1色に統一されていて中央のやや上部に小振りの日の丸国旗が入っていた[83]。さらに、胴体前方の機首部は、塗り分けラインが曲線で描かれていた[83][84]。
- ボーイング2707
  - 1964年6月に、アメリカ連邦航空局が開発を行っていた超音速旅客機の「US SST」を5機仮発注した。その後1966年に「US SST」の開発会社がボーイングに決定し、機種名が「ボーイング2707」に決定したことを受け3機追加仮発注し[85]、両機ともに1970年代前半の就航を図った。しかし、開発が大幅に遅れた上に、超音速飛行に伴う衝撃波や離着陸時の騒音などの超音速旅客機特有の公害問題の存在が明らかになったこともあり、その後多くの航空会社と同様に発注をキャンセルした[63]（開発計画自体がキャンセルされた）。
- コンコルド
  - 1965年にエールフランスやパンアメリカン航空などのライバル各社とともに、ボーイング2707型機に先行して開発が進んでいたコンコルドを3機仮発注した[86]。しかし開発が大幅に遅れた上に、超音速飛行に伴う衝撃波（ソニックブーム）や離着陸時の騒音などの超音速旅客機特有の公害問題の存在が明らかになったこともあり、その後多くの航空会社と同様に発注をキャンセルした[63]。なお、日本の航空会社で超音速旅客機を発注したのは日本航空だけであった。
- ボーイング787-3型機
  - 国内線においてエアバスA300-600R型機などの後継となる予定で当初13機を発注したが、生産遅延を理由にボーイング787-8型機に発注を変更した。同様の理由で全日本空輸も同型機の発注を787-8型機に変更したため787-3型機の受注数はゼロとなり、この機種自体の製造が行われていない。
- Mitsubishi SpaceJet M90（旧名MRJ90）
  - 三菱航空機製で、国産初のジェット旅客機になる予定だった。JALグループ内のジェイエア用に32機を導入予定[87]でエンブラエルシリーズの更新を予定していたが、2020年に開発が中断、そのまま2023年2月7日に開発が凍結された。なお凍結直前の2022年にJALの幹部から「リージョナル機の後継はA220またはE2」との発言が出ており[88]、この時点で後継機の構想から外されていたことも判明している。

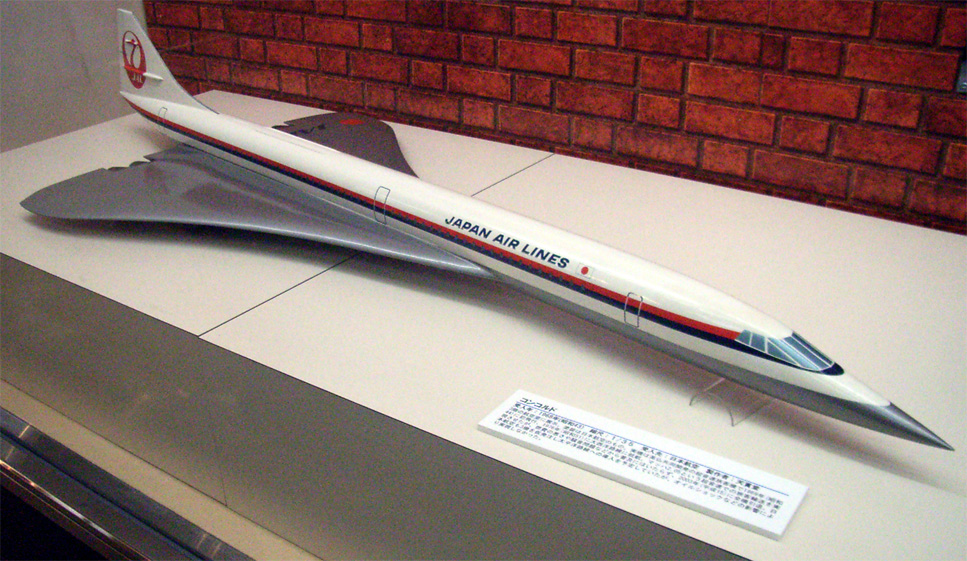
コンコルド（想造模型）